# 신칸센 0계 전동차
신칸센 0계 전동차(일본어: 新幹線0系電車)는 1964년 도카이도 신칸센이 개업하면서 개발 및 투입된 일본국철(現 JR)이 운영하는 일본 고속 철도 신칸센의 초창기 열차였다. 세계 최초이자 일본 최초의 고속열차이다.

## 개요
1963년부터 1986년까지 23년간 38차에 걸쳐 생산되었다. 이 기간 동안 도카이도·산요 신칸센용 차량으로서 개량을 거듭하면서, 합계 3,216량(16량 편성에 단순 환산해 201편성)이 제조되었다. 다만 3,216량이 동시에 존재한 일은 없으며, 재적량수의 최대치는 1976년의 2,336량이었다. 2008년 12월에 정기운행을 중단한 이후론, 편성을 동태보존해 이벤트 주행 등에 충당할 예정이다.
항공기와 비슷한 둥근 선두형상과 파란색과 흰색의 도색 조화로, 초창기의 신칸센의 이미지를 확립한 차량이었다. 역사적 가치가 높고, 영화·드라마 촬영등으로 많이 사용되는 인기 차량이기도 하다.
2001년에 서일본 여객철도(이하 JR서일본)가 선두차 1량(22-141)을 영국의 국립 철도박물관에 기증하였다. 또한, 건축한계 측정 차량으로서 개조된 차량 1량(21-5035)이 대만으로 수출되었다.
'0계'라고 불리게 된 것은 도호쿠·조에쓰 신칸센용의 200계가 등장한 후의 일로, 그 이전에는 신칸센 차량은 이 종류 하나 뿐이어서 '신칸센 전차'라고만 불렸었다.

## 차량 구조

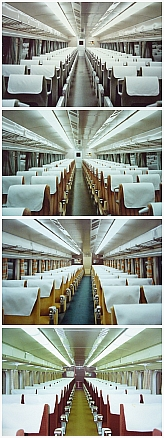
신칸센 0계의 좌석

당시까지 일본이 독자적으로 축적한 기술로만 동력분산식 열차로 개발되었으며, 신기술은 사용하지 않았다.
제조 기간이 꽤 오래 길었기 때문에(23년, 38차) 작은 규모의 변경은 수차례 있었지만, 대부분의 기본 설계는 그대로 유지하였다.

### 차체 및 외관
강철을 사용한 전체 길이 25m, 전체 폭 3.4m의 대형 유선형 차체로 1량의 총중량은 64t에 달한다.
공력 특성을 고려해 차량 디자인이 결정되었다. 설계에 종사한 일본국철(현 JR) 기술자이자 2차대전 당시 구 일본 해군의 기술 장교 중 유일한 생존자인 미키 타다나오(三木忠直)는 일본 해군의 쌍발 폭격기 '은하'를 디자인 모티브로 했다고 증언했다.
선두차 전면(前面)에는 '빛 전두장치'라고 불리는 둥근 플라스틱 커버를 장착하였으며 이 안에는 연결기가 설치되어 있다. 이 커버는 개발 당초에는 반투명의 아크릴 수지 재질로, 헤드라이트를 광원으로 하여 빛나는 구조였으나 주행 중 새와의 충돌로 자주 파손되어 빛나는 기능이 없는 튼튼한 불투명 FRP로 변경되었다. 덧붙여서 헤드라이트와 테일라이트는 동일한 전구이며, 테일라이트로서 사용하는 경우는 붉은 스크린(초기 차량은 버터플라이식 스크린, 후기 차량은 반원형 스크린)을 통해 점등시키는 구조이다.
선두차 상하(床下)에는, 고속운전시 장애물로 인한 탈선을 방지하기 위해 배장기를 설치했다. 강판을 다중으로 배열한 이 스커트 부분은, 조그마한 바위 정도는 쉽게 날릴 수 있다.
초창기의 차량은 행선판이 장착되어 있었지만 도난 사고가 빈번하여 전동식 롤지로 변경되었다.
최초의 도장은 차체가 아이보리 화이트, 창문 주위가 파란 색의 띠였다. 이 청색 도장은, 신칸센 블루라고도 한다.

### 설비
그린차(1969년까지 1등차로 불렸다)중 15형은 하카타 방향 1곳에, 식당(뷔페)차 중 35형은 차체 중앙부와 도쿄 방향 2곳에, 이외의 형식(36형 제외)은 각 차량 양끝의 2곳에 승객용 문과 발판을 마련했다. 또한 전실 식당차로서 제조된 36형에는 도쿄 방향 차단(車端)에 데크가 있어, 바다 측에는 승객용 문과 같은 문이 있지만 이것은 업무용 문이며, 승객용으로는 운용되지 않았다.
모든 차량에 히트펌프식의 공조장치를 갖추었다. 차내의 기압변동 방지를 위해 터널 안에서는 차외와의 환기를 차단한다. 그러나 산요 신칸센에선, 터널이 꽤 많기 때문에 이에 따라 환기를 차단하는 횟수가 많아져 오카야마역 이서(以西)에서는 연속 환기방식이 채용되었다. 1973년 이후에 제조된 차량은 이 환기 방식에 대응하지만, 그 이전의 차량은 당시의 '히카리' 편성만 이것이 적용되었다. 후에 편성 재편성으로 S편성이나 Y편성이 생겼을 때, 비대응 차량이 들어가있는 편성(오카야마 이서 운행불가)들은 '원래의 편성번호+50'으로 구별하고 있었다.
측면 창문의 경우, 초기 차량은 좌석 2열당 1개가 설치된 광창(廣窓)이었지만, 자갈비산에 의한 유리창의 손상이 우려되어 1976년 이후의 후기형은 300계 이후의 차량이나 여객기에서 쉽게 볼 수 있는 좌석 1열당 창문 1개가 설치된 협창(狹窓)이 되었다. 이 협창 타입도 전기형과 후기형이 있어, 전기형의 1000번대의 차내에는 이른바 마루턱으로 불리는 팔꿈치 두는 공간이 없어 혹평을 받았다. 그런 이유로 결과적으로 최종 형태가 되는 후기형 2000번대에서는 창의 가로폭을 크게 하여, 마루턱도 부활시키게 되었다.
초기에는 차체의 측면에 비상구가 설치되어 있었지만, 사용하는 일도 없었고 차체의 부식 방지 측면에서도 그다지 좋지 않았기 때문에 매장하였다.

### 좌석 구조
보통차(1969년까지 2등차)의 좌석은, 바다 쪽을 3열로 하여 합계 가로 5열식 수송력 중시형이다. 개업 이전에 2등차(현재의 보통차)는 실버 클래스, 1 등차(현재의 그린차)는 골드 클래스로 하는 안이 있었기 때문에 좌석 모켓의 배색도 거기에 맞추었다.
당초에 보통차는 그 은빛의 모켓을 친 전환식 좌석(W-12, W-70)이었지만, 1981년 이후의 생산분은 도호쿠 신칸센 200계와 거의 같은 오렌지 색조의 간이 리클라이닝 시트(D-23, D-32)로 변경되었다. 회전시킬 여유공간이 없기 때문에 3열측은 한방향으로 고정되었다. 또, 교환 후의 전환식 좌석은 재래선 차량용으로 재이용되는 예도 많았다. 이는 당시 일본국유철도의 신차 구입비용이 적어서 기존에 있던 차량들을 개조하여 지역간 교통 수송에 투입시키면서 벌어진 일으로, 다른 특급형 차량에서 부품을 떼 내어 지역간 열차에 재사용한 경우도 많았다. 서일본 여객철도에서 운용되던 0계는 이후 3열좌석에서 1열을 빼고 2-2 배열로 재편하였는데, 일부 차량은 객실 간 출입문이 3열 기준으로 설계가 되다 보니 문짝의 위치가 맞지 않는 경우도 있었다.
도카이 여객철도(이하 JR 도카이)의 '고다마'용 Y편성과 YK편성의 지정석 차량(9~12호차), 서일본 여객철도(이하 JR 서일본)의 SK편성 '웨스트 히카리'(현재는 6량 편성 R편성 60번대)의 보통차는 좌우 2열씩 총 4석이 1열이었다.
그린차는 골든 올리브색의 모켓을 친 4열 배치 리클라이닝 시트(R-25)로, 차량의 크기를 최대한 활용하여 공간을 여유있게 배치하고 있었다. 그러나 1981년 이후의 차량은 200계와 같이 시트의 색이 와인 레드(R-32)로 변해 있다.

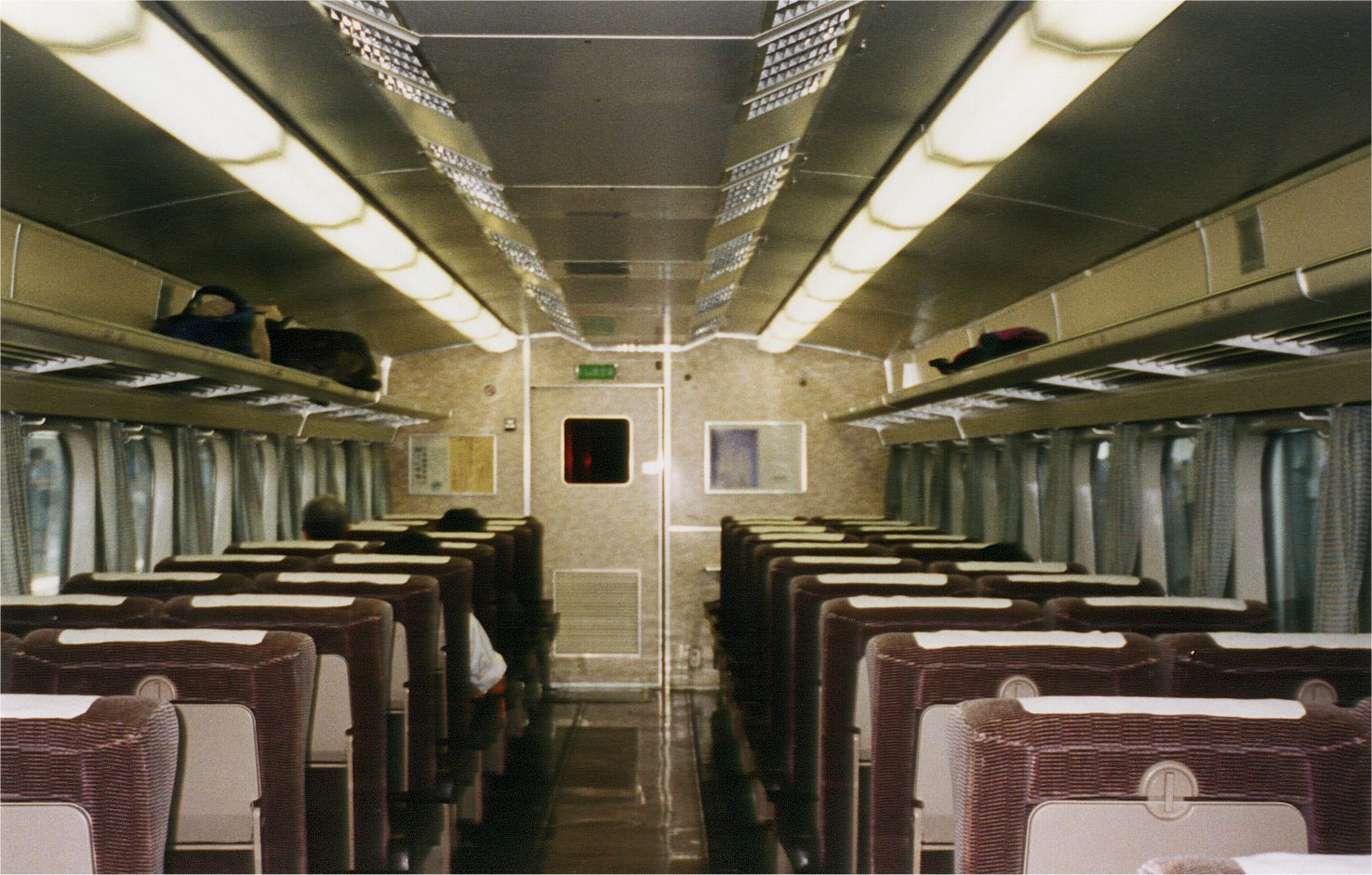
도카이도 신칸센 말기의 2+2 좌석
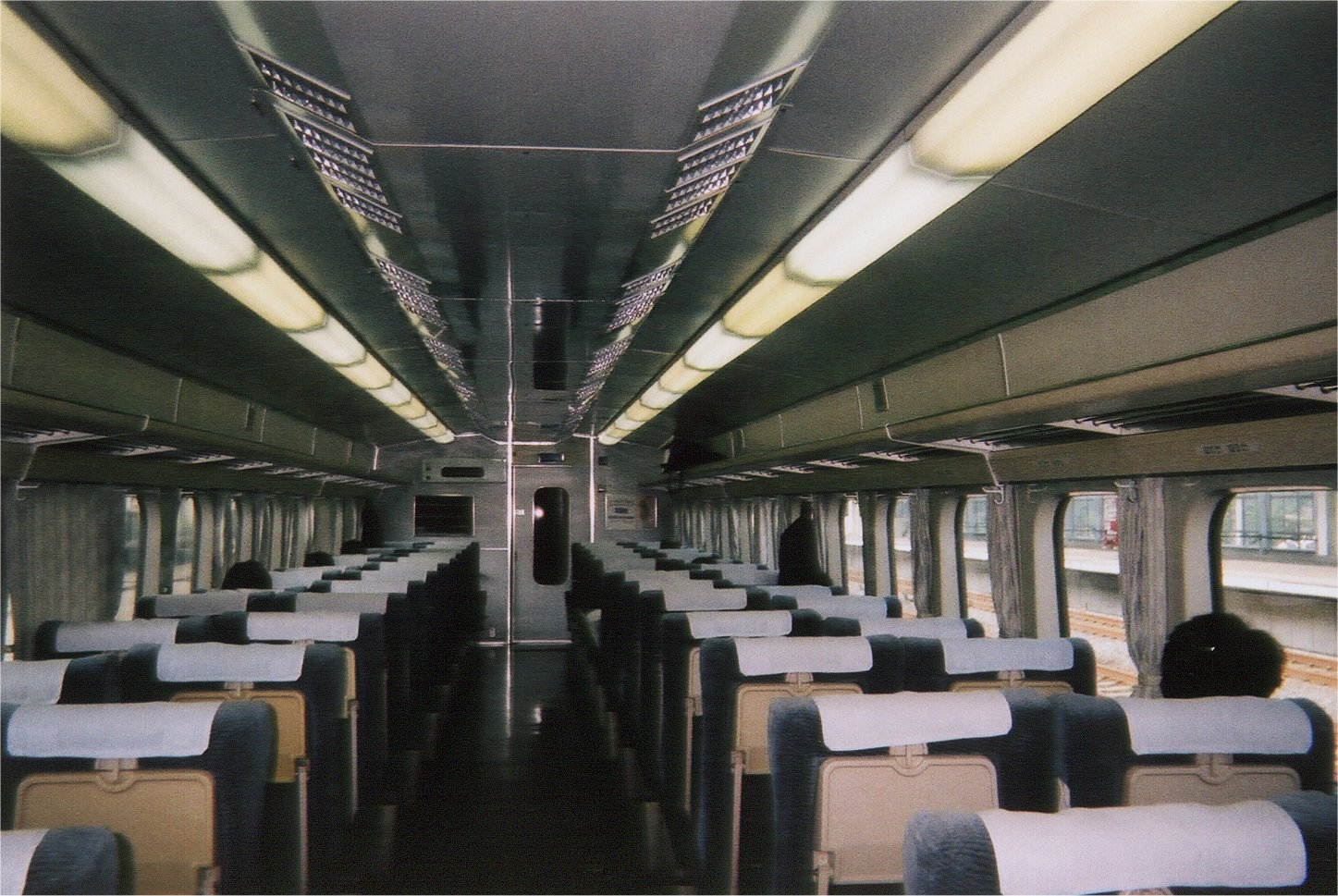
현재의 산요신칸센 2+2 시트
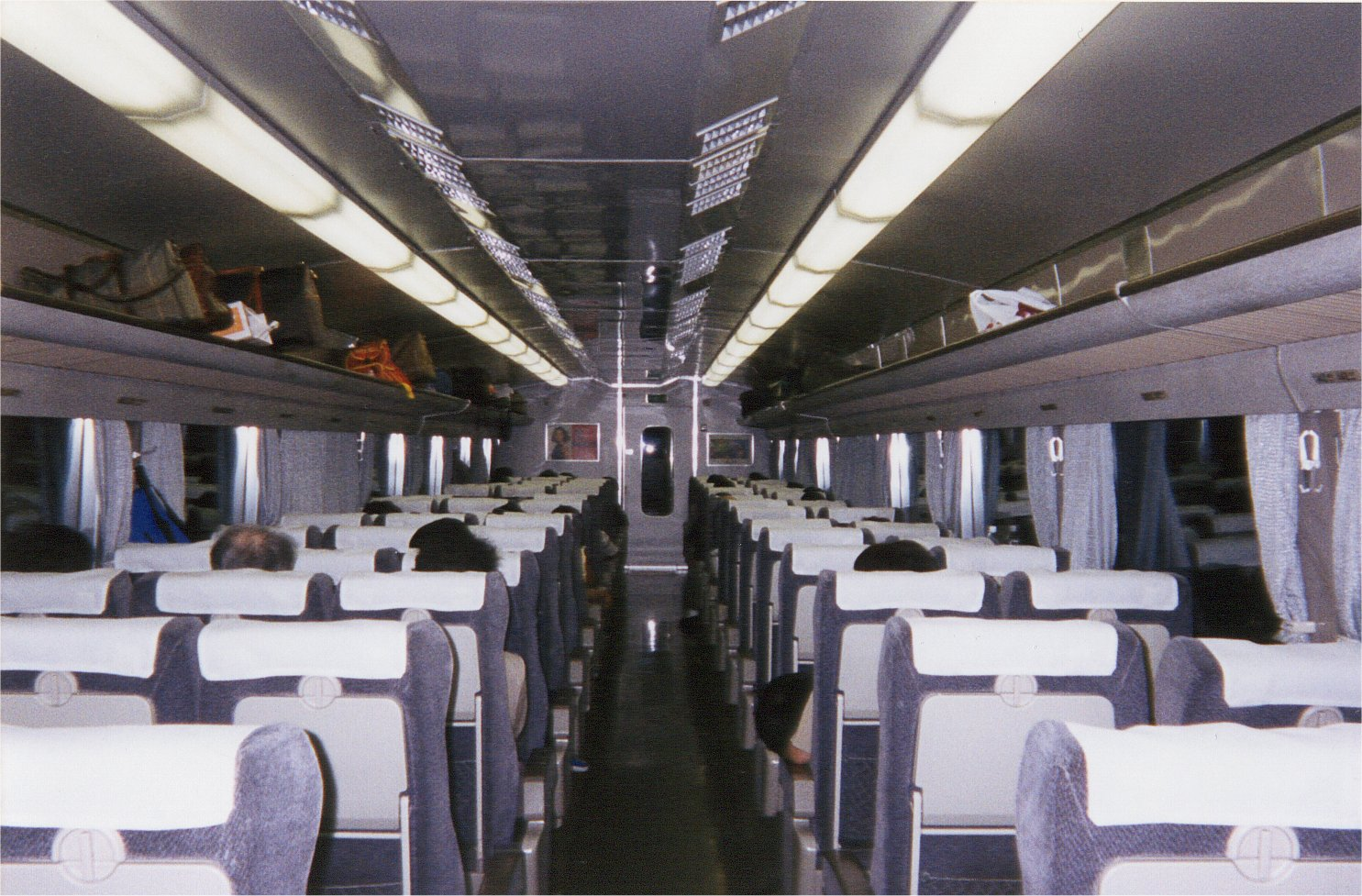
최후까지 남은 광창 27형의 지정석 차량
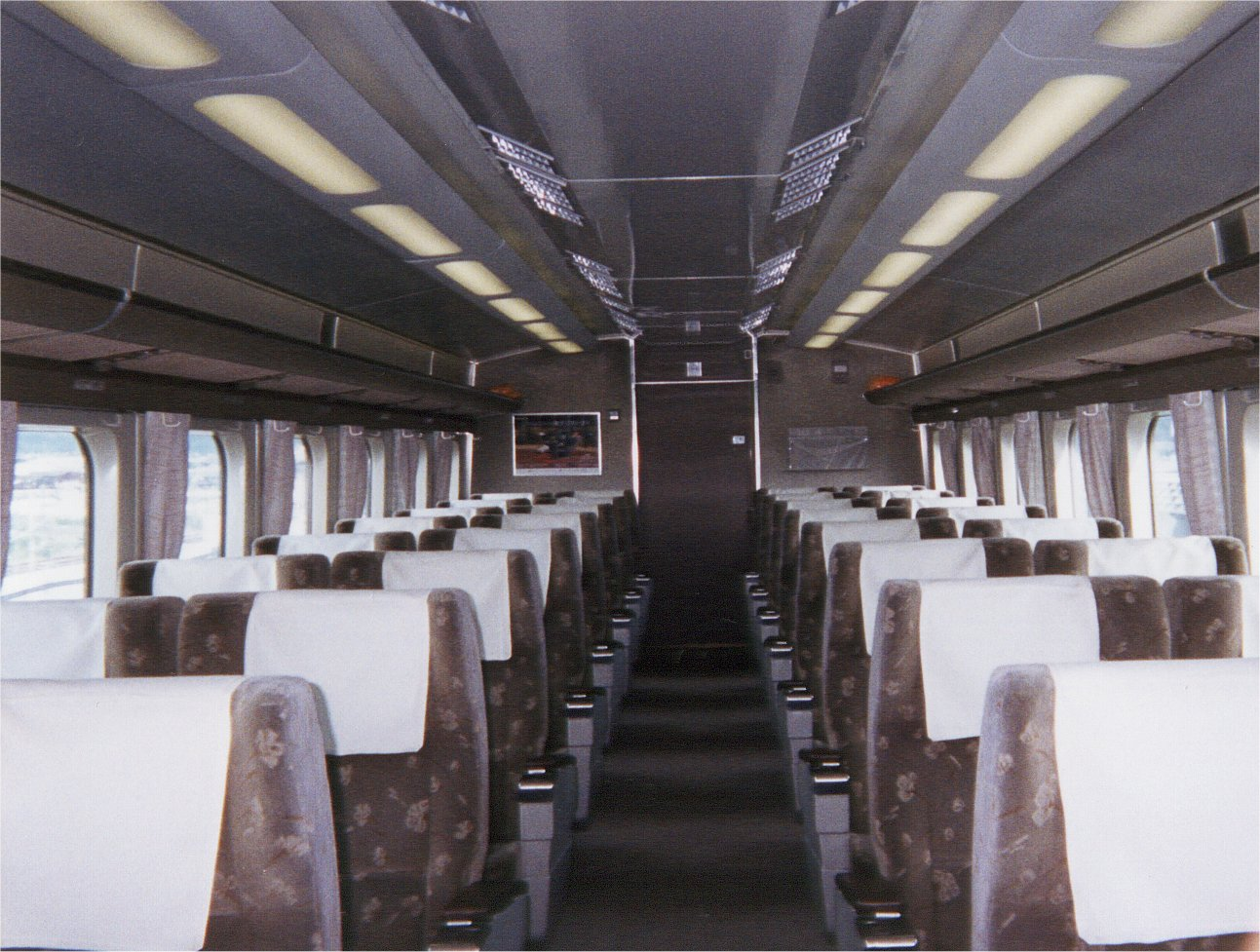
최후까지 남은 신칸센 0계 15형 그린차 내부
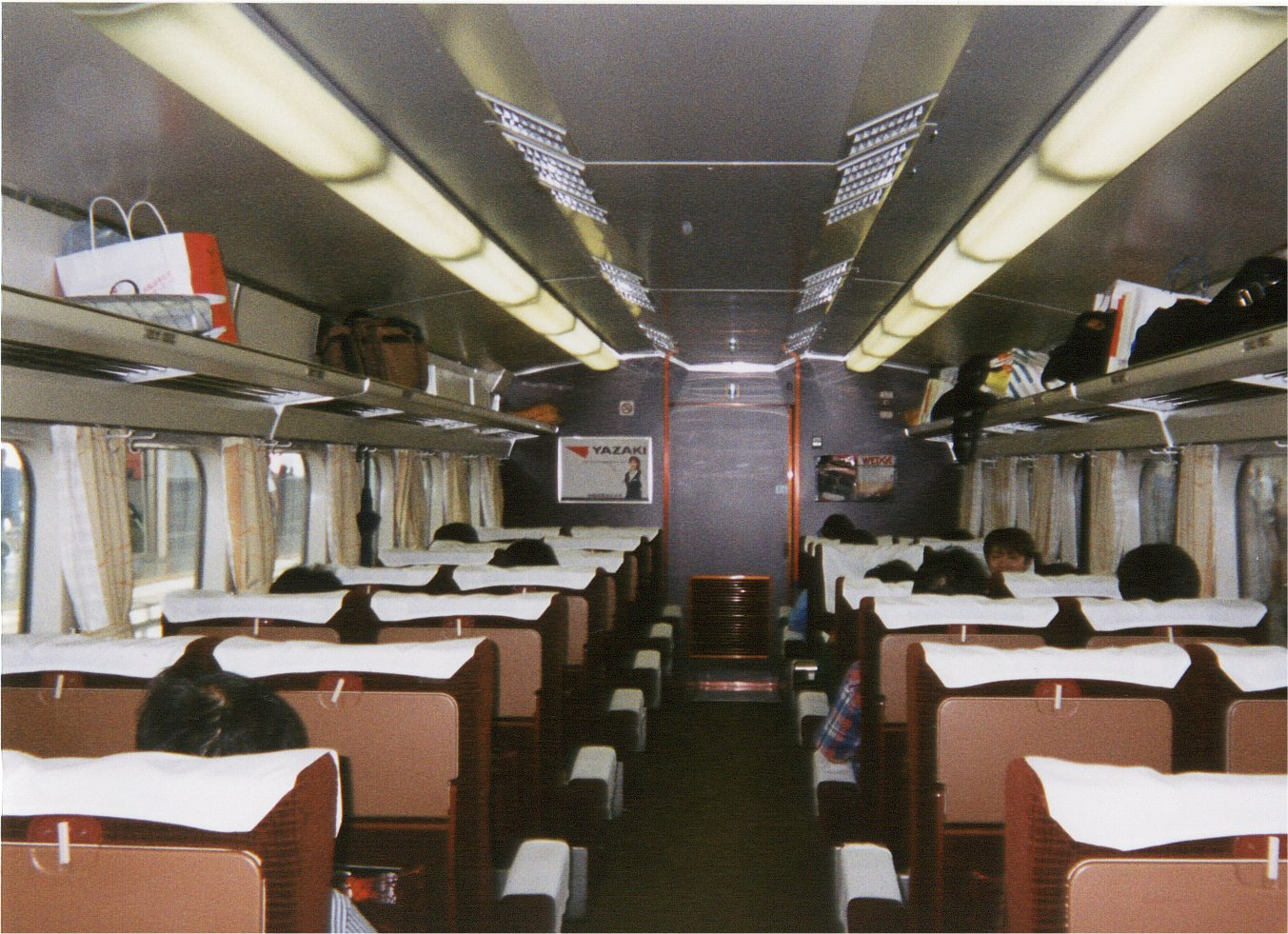
말기의 도카이도판 0계 그린차

### 뷔페차·식당차
뷔페는 개업시부터 존재하여, 오카야마 개업시까지 제조된 차량(35형)에는 의자가 설치되어 있었지만 제22차 차량 이후의 증비차량(37형 이후)에서는 서서 먹는 방식으로 변경되었다. 개업시는 모든 편성에 2량씩 투입되어 있었지만, 오사카 만국박람회 수송을 앞둔 1969년 여름부터 수송력 증강을 목적으로 고다마용 편성 5호차를 매점 차량(25형 400번대)로 교체한 이후 고다마용 편성은 뷔페 1량이 정규가 되었다. 다만 고다마용 모든 편성이 재편성되지는 않았으며, 1973년 8월부터 1980년 9월까지의 고다마용 K편성 47편성 중 17편성이 뷔페 2량(단 1량은 매점 취급)인 채로 남았다.
하카타 개업 이후, '히카리'용으로서 사용된 H편성과 NH편성에는 식당차(36형)가 설치되어 있었다. 식당차에 대해서는 산측에 독립한 통로를 마련하여 객실 간을 오가는 승객 및 승무원과 식당차 이용객을 분리했었다. 당초에는 지나가는 승객이 식사를 하는 풍경을 볼 수 없도록 설치된 식당과 통로를 분리하는 벽에 창을 마련하지 않았지만, 이용객들로부터 식사중에 후지산을 볼 수 없다는 불만이 많았기 때문에 1979년 이후 통로 측벽면에 창문을 설치하는 개조가 실시되었다. 1995년 1월 17일 한신 대지진이 발생했을 때, 이 때에 하카타~히메지간에 운용(히메지~신오사카간은 고가교의 붕괴나 교각의 손상 때문에 운휴)되고 있었던 0계의 식당차는 영업 휴지(休止)가 되어 이후 영업이 재개되지 않고 종지부를 찍었다.
민영화 이후, JR 서일본은 서비스 개선을 위해 '웨스트 히카리'편성에 뷔페를 설치한 차량을 연결했다. 뷔페 카운터 옆의 공간을 확대하여 테이블과 의자를 마련해 좌석에 가지고 돌아가는 일 없이 그대로 앉아서 먹을 수 있도록 했다. 여기에서는 카레라이스 등의 가벼운 음식이 제공되었다. 영업 종료 직전에도 WR편성의 일부에 3호차에 연결되어 있던 경우가 있었다.

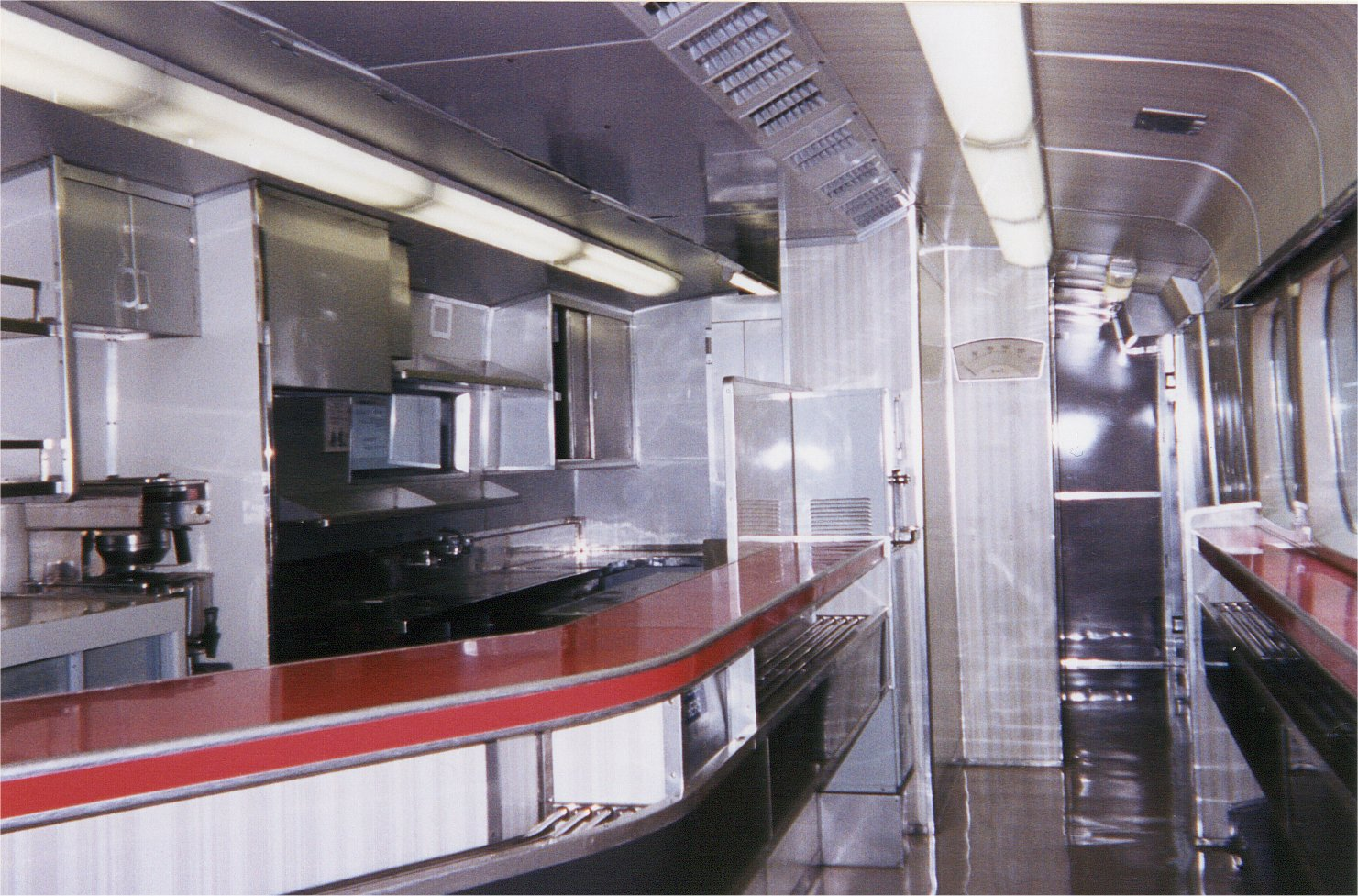
신칸센 0계의 뷔페
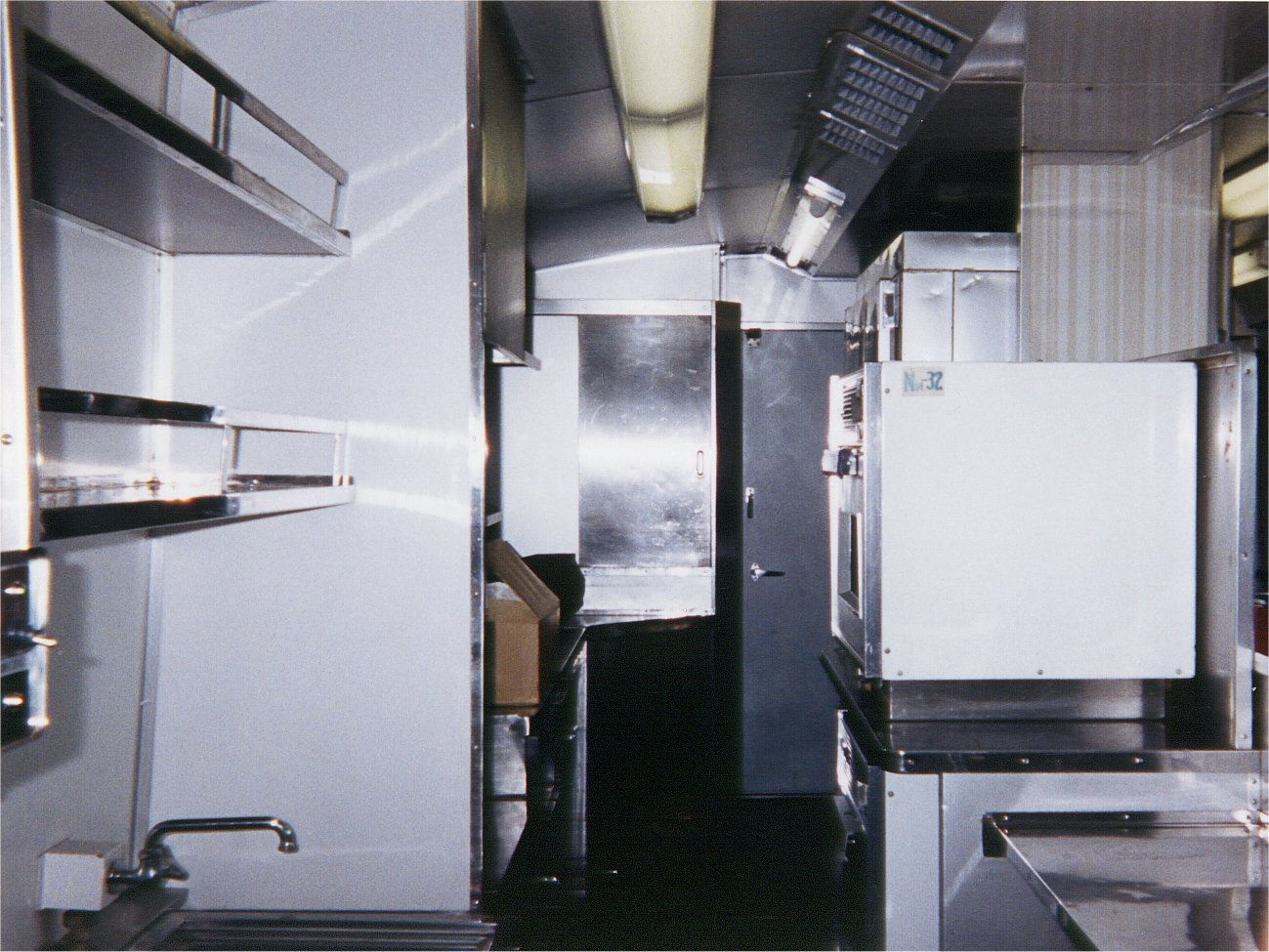
뷔페의 주방
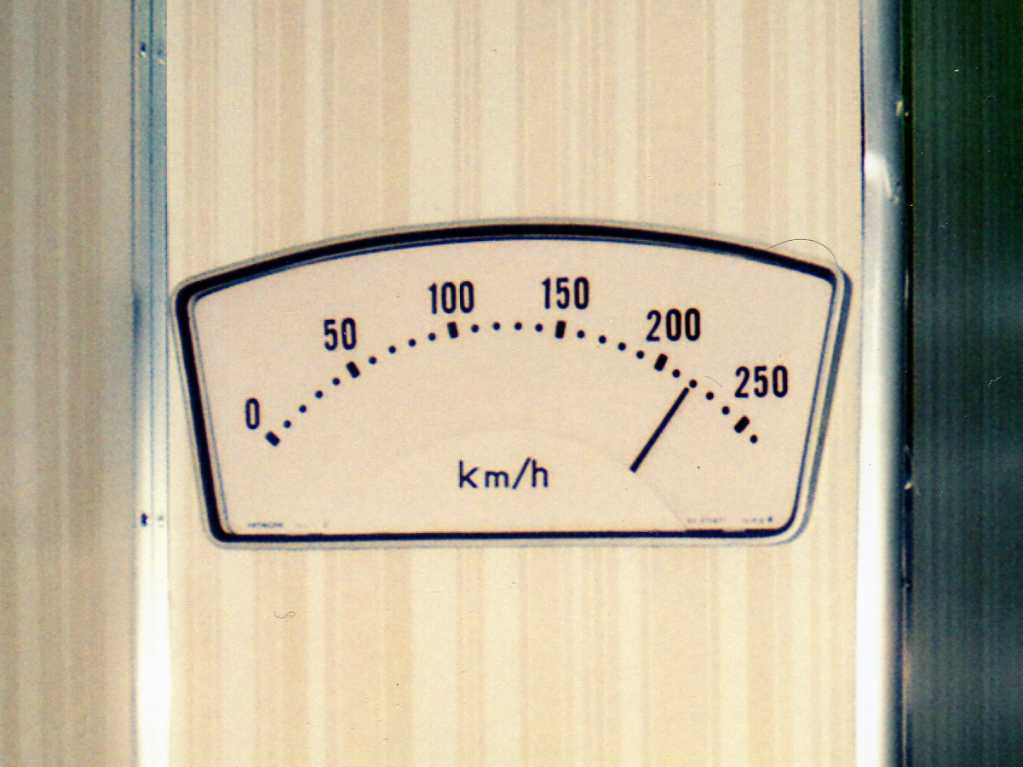
뷔페에 설치된 속도계
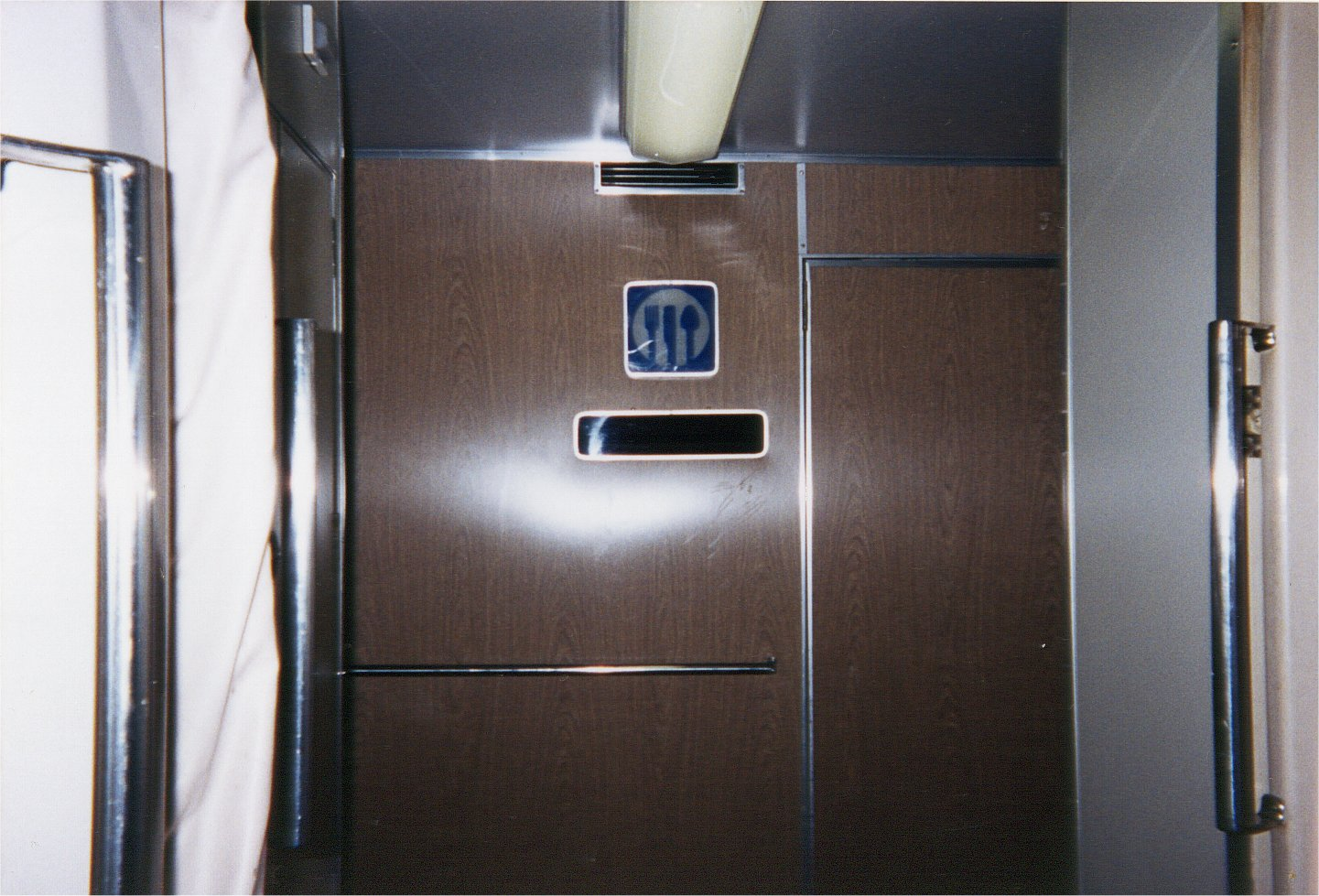
신칸센 0계 식당차

### 주행기기
최고속도 주행에 적합한, 200km/h 이상으로 주행하기 위해, 재래기술을 최대한으로 활용하면서도 또한 강화했다. 주행중 1유닛(2량)이 고장나도 25‰(퍼밀)의 연속 구배에서 160km/h의 주행을 가능케 하기 위해 채용된 전(全)전동차 방식(모든 차량을 동력차로 하는 방식)은 이후 신칸센의 기본적인 정책이 되었다.

#### 구동 방식·모터
WN 평행카르단 구동방식. 주전동기는 MT200형 직류 직권 정류자 전동기로 연속정격출력은 185kW/415V·490A·2,200rpm이며, 기본 설계는 미쓰비시가 담당했다. 1964년 당시 일본에 있어서 전동차용 전동기, 그리고 카르단 구동 방식 전동기로서는 최강이었다. 이것을 1량당 4기 탑재하여, 1량으로 740kW(≒1000HP)의 출력을 확보하였다. 전체 차량을 전동차로 편성하여 동력성능상의 균형속도는 평탄선로에서 235km/h, 10‰ 상구배에서 196km/h에 달한다. 1966년도의 신조차량(4차 차량)부터 절연 강화를 도모한 MT200A형을, 1973년도의 신조차량(15차 차량)부터는 1시간 정격 출력을 225kW로 증강시킨 MT200B형을 장비한다. 1992년, 0계의 주전동기가 MT200B로 통일되어, 한류치를 올려 가속도를 1.2km/h/s로 상승시켰다.

#### 대차

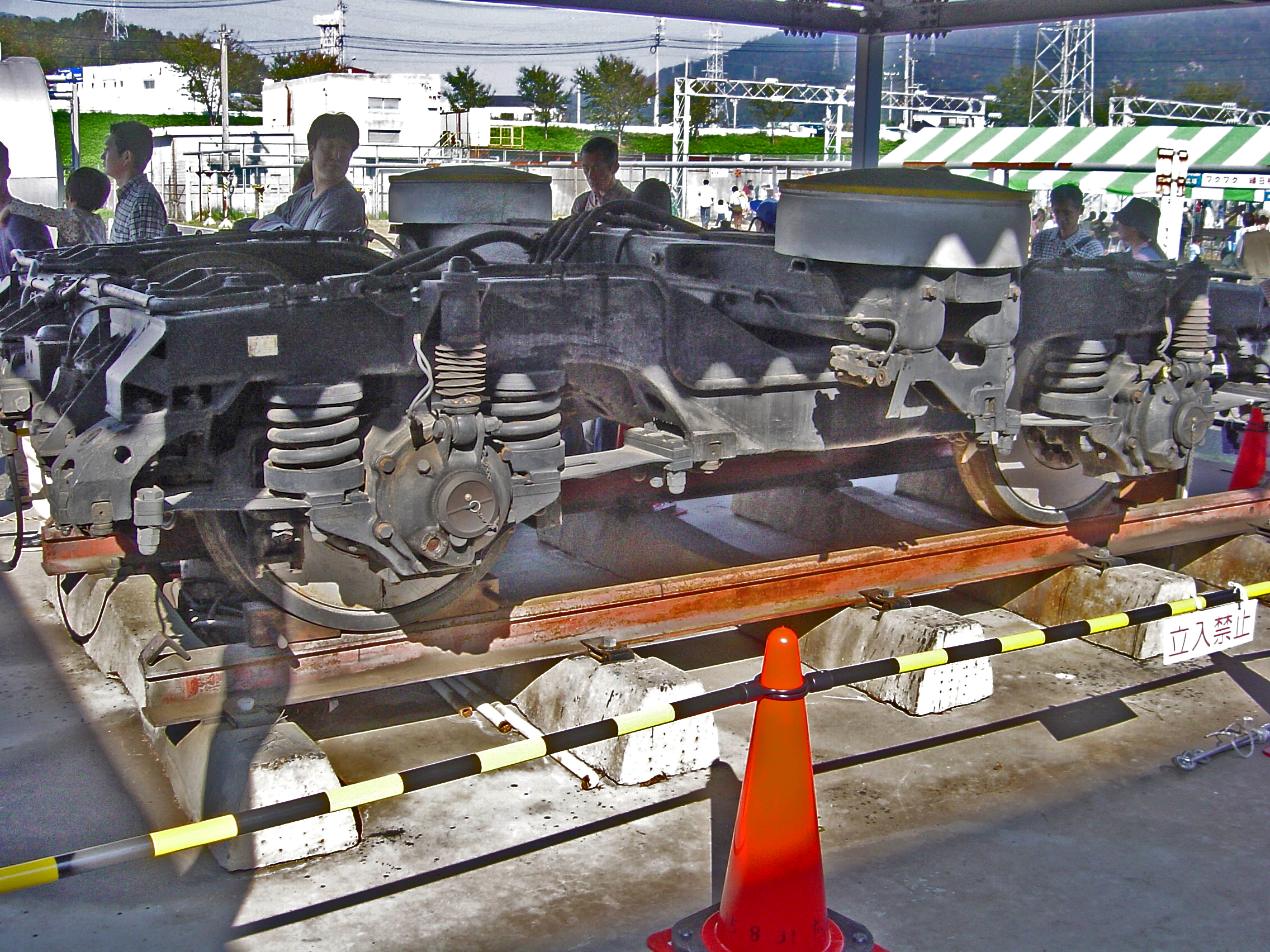
0계의 대차 (2004년 10월 17일 촬영)

실용속도 200km/h의 DT200형. 휠베이스(축거) 2,500mm의 강판 용접 조립 구조. 차륜경은 910mm로 고속 안정성을 중시하여 설계되어 있다. 기계적인 브레이크로서 고속 대역에서 안정적으로 작동하는 공기 유압 변환식 벤틸레이티드 차륜 디스크 브레이크를 채용했다. 또 고속으로 주행하기 위해, 베어링 구조는 일본철도 차량 사상 최초의 유압식 볼베어링이 채용되었다.

##### 축용수철 기구
0계는 독일국철의 민덴 연구소가 고속 객차 전용으로 제2차 세계 대전 전에 개발하여 독일국철 표준 방식이 되어 있었던 민덴 방식의 대차를 개량한 IS식 대차를 채용했다. 베어링 양측에 코일스프링을 배치하여 차축의 위치 결정을 전후방향으로 긴 판스프링으로 하는 것은 민덴 방식과 같지만, 민덴식은 판스프링을 볼트로 고정하고 있는 것에 비해 IS식은 사이에 고무 부싱을 두는 구조로 부하가 걸리지 않게 했다.

##### 대차 프레임 용수철
공기 용수철은 미세한 진동의 흡수나 차고의 자동 조정 기능 등에서 금속 용수철보다 우위에 있다. 0계에서는 다이어프램식 공기 용수철을 이용한 다이렉트 마운트 구조를 새롭게 채용하여 종래의 스윙 볼스터 대차보다 간소하면서 뛰어난 감쇠성·복원성을 실현했다.

#### 전원·제어방식
가선으로부터의 교류 25kV을 변압기로 강압한 다음 실리콘 정류기로 정류하여 직류전원으로 바꾸었다. 차재용 실리콘 정류기는 이미 1960년대 초에 교류 전기 기관차나 전동차에서 이용되는 등 실적이 있었다.
전동기를 제어하는 것은 2량마다 1개씩 탑재된 제어기이다. 가선으로부터의 교류 25kV를 강압한 변압기의 2차측 탭을 바꾸어 2량분 8개의 전동기에 걸리는 전압을 조정하고 있다. 약계자 제어를 사용하지 않는 것은, 트랜스로부터 자유롭게 전압을 얻을 수 있기 때문에 기동저항손해가 없어 직류의 저항제어 방식과 같은 풀스텝 전압을 특별히 내려 저항손실 저감을 도모할 필요가 없기 때문이다. 이것도 교류 전기 기관차에서 적용되는 기술을 응용한 제어이다.
시속 200Km 이상의 고속에서부터 기계적인 디스크 브레이크에만 의지하여 제동하는 것은 발열이나 마모 등 무리가 있기 때문에 전동기를 발전기로서 작동시켜 주행(운동)에너지를 흡수하여 저항기에서 열에너지로서 발산시키는 제동방식인 발전제동이 채용되었다. 특히 고속에서의 제동시에는 효과적인 수법으로 재래선 등에서 많은 실적이 있다.
팬터그래프는 컴팩트하여 공기저항을 줄이기 위해 하방교차형이 처음으로 채용되었다.
덧붙여 신칸센용 차량 중 0계만이 특고압 인통선을 가지지 않고, 각 유닛당 1기(16량 편성에서는 8기)의 팬터그래프를 사용한다. 이유로서는 다음과 같다.
1. 개업 당시는 역 구내가 상하선 동상급전이 아니었고, 송전 방식으로 BT(Booster Transformer)방식이 채용되고 있었기 때문에 특고압 인통선을 장비했을 경우 역행 변환 섹션간에 있는 부스터 섹션을 합선하여 귀선전류 흡수불능이 되어 급전선의 대부분의 전류가 팬터그래프와 인통선을 통해 흘러 아크가 발생, 손상의 위험이 있기 때문에 장비할 수 없었다.
2. 그 후 송전방식이 현재의 AT(Automatic Transformer)방식으로 변경될 때 구내 동상급전으로 변경하여 설비 측면에서 특고압 인통선의 장비가 가능하게 되었지만, 0계의 차량의 경우 지붕 위에 공조장치가 설치되어 있어 절연과 공조기 점검의 문제로 인해 장비할 수 없었다(지붕처럼 보이는 것은 공조장치의 커버이며, 진짜 지붕은 커버의 내부, 즉 공조장치의 아래쪽에 있다).

단,JR 서일본 소속 NH82편성에는 예외적으로 특고압 인통선 준비 공사가 실시되어 0계로는 유일무이하게 지붕 위에 케이블 헤드 쉴드 커버를 장착한 차량이 연결되는 등 외관상의 특징이 있었다.

## 추이

### 운용
도카이도 신칸센 개업시는 12량 편성으로, 1970년 오사카 만국박람회 개최당시 수송력 증강을 위해 16량 편성으로 증결되었다. 1975년 3월 10일 산요 신칸센의 히로시마 ~ 하카타간 개업시 식당차가 편성되었다.
최고속도는 210km/h이었지만, 1986년 220km/h까지 끌어올려졌다.
1985년 산요 신칸센 개업시에 증산된 0계를 대체하기 위해, 후계 형식으로서 100계가 개발되었지만, 0계의 증비는 일본국유철도가 JR로 민영화되기 직전인 1986년 4월까지 계속되었다.
1999년 9월 18일 고다마 473호(YK8편성)가 도카이도 신칸센에서의 마지막 정기 운용으로, 이후 0계는 도카이도 신칸센으로부터 완전히 퇴역했다. 단축된 편성이 산요 신칸센에서 고다마호로 2008년 11월 30일까지 운용되었다.

### 장기간 생산되었던 원인
도카이도 신칸센의 건설부터 개업까지는 시간적으로 그다지 여유가 없었으며, 이에 따라 차량개발에 충분한 시간을 할애할 수 없었기 때문에 모델 차량 1000형을 기본으로 한 차량(현재의 0계)를 개발하여, 그 차량에서 얻어질 데이터를 통한 개량 개소를 후계차량에 반영시킬 계획이었다(이 차량은 전국 신칸센망 완성 시점에서 주파수 50Hz/60Hz 양용 차량으로 하는 구상이었다). 이 일환으로서 951형·961형과 같은 시험차량이 제작되었다. 또 후계차량을 위해 100계를 결번으로 취급하여, 도호쿠·죠에츠 신칸센용 영업 차량에는 200계라는 이름이 주어졌다. 그러나, 실제로는 계획대로는 되지 않았다.
신칸센 차량은 장거리 고속 운전에 의한 혹사 결과 당초 20년으로 상정되고 있었던 내구 연한보다 차체·기기의 열화가 빨랐기 때문에, 초창기 제조 차량은 12년째의 법정 검사 불합격 차량부터 폐차가 순차적으로 시작되었다. 이상과 같은 이유로부터 1976년 9월부터 1차 차량·2차 차량이 도태되어 갔지만, 당시 국철 경영의 악화나 노동분쟁의 영향으로 일본국철(현 JR) 내각에선, 차량을 포함한 기술혁신이 정체하고 있었고, 한편으로 0계의 기본 성능은 안정된 수준에 이르고 있었기 때문에, 노동조합은 신형 차량 도입에 부정적이었다. 더욱이 0계의 증비가 너무 진행된 결과, 편성 중에서 차량의 노후화 정도가 달라지는 일도 있어 기존 차량과 혼성·편성 교체를 점진적으로 실시하는 형편 등과 같은 이유 때문에 호환성을 배려할 필요도 있었다.
때문에 0계를 새로 제조하여 낡은 0계를 교체하는 상태가 점진적으로 계속되어, 약 23년간 38차에 걸쳐 세부적인 개량을 거듭하면서 0계가 계속 발주·제작되게 되었다.

## 각 차량의 개요

### H편성, NH편성

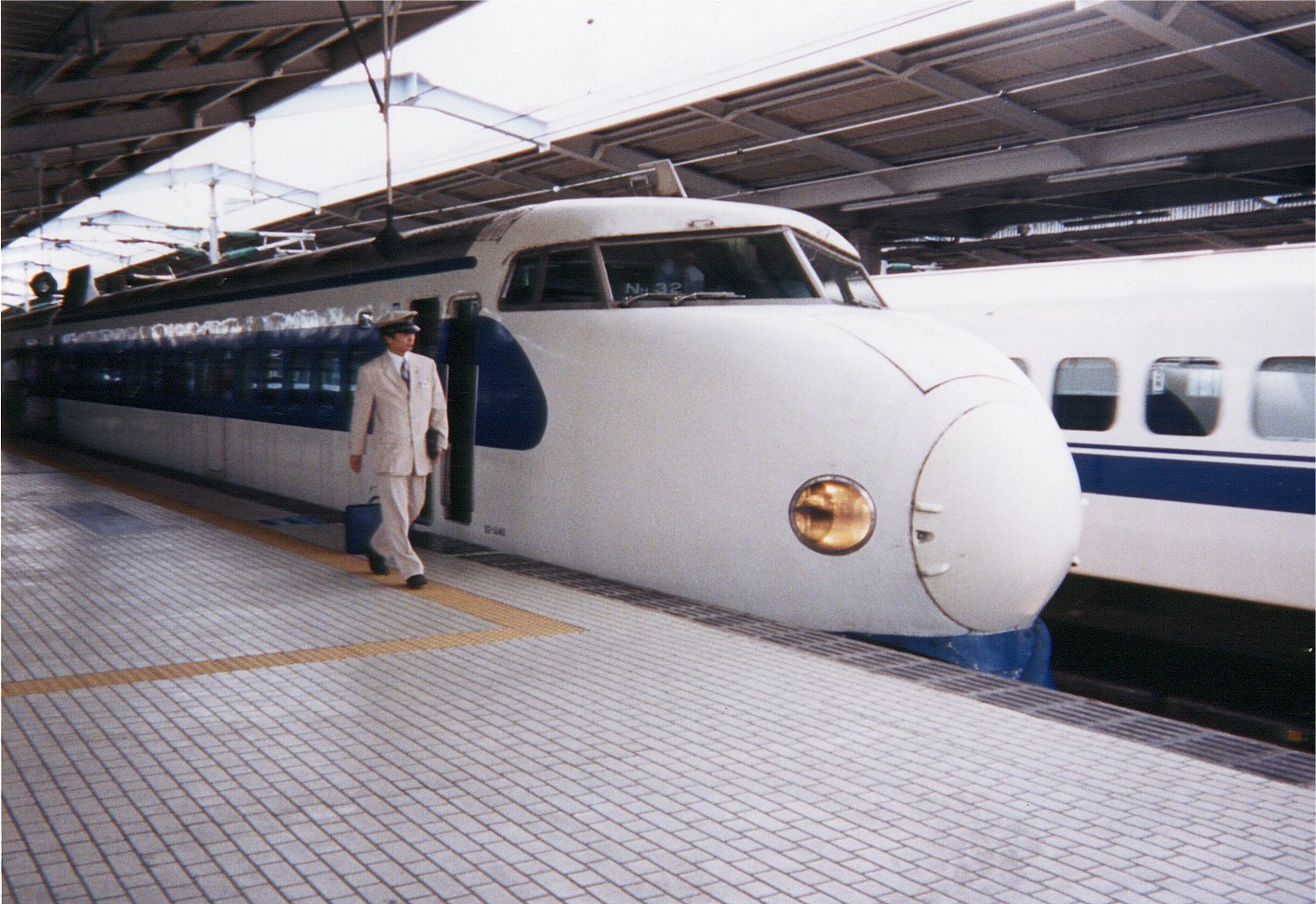
최후의 NH편성 히카리

히카리용 16량 편성으로, 전성기에는 99 편성 존재하여 JR 발족 당초에는 도카이 여객철도·서일본 여객철도 양사에서 소유하고 있었다. 8호차에 식당차가, 9호차(후에 5호차로 변경)에 뷔페가 연결되어 있었다. 그린차는 2량으로 처음에는 11·12호차였지만, 100계 등장에 맞추어 9·10호차로 변경되었다.
H편성은 창문이 긴 형태인 0번대로 구성되어 있던 것에 비해, NH편성은 선두차와 일부의 중간차가 개인창을 채용한 1000번대, 2000번대로 구성되어 있었다. 또한 전차량 개인창인 N편성도 3편성 존재했다. JR 서일본에서 끝까지 남은 16량 편성은 NH32편성이며, 마지막 식당차 차량이 연결되고 있었지만 이미 폐차되었다.
히카리용 편성이지만 JR 서일본 소유 차량은 도카이도 신칸센의 고다마로도 사용되고 있었다.

### Y편성, YK편성

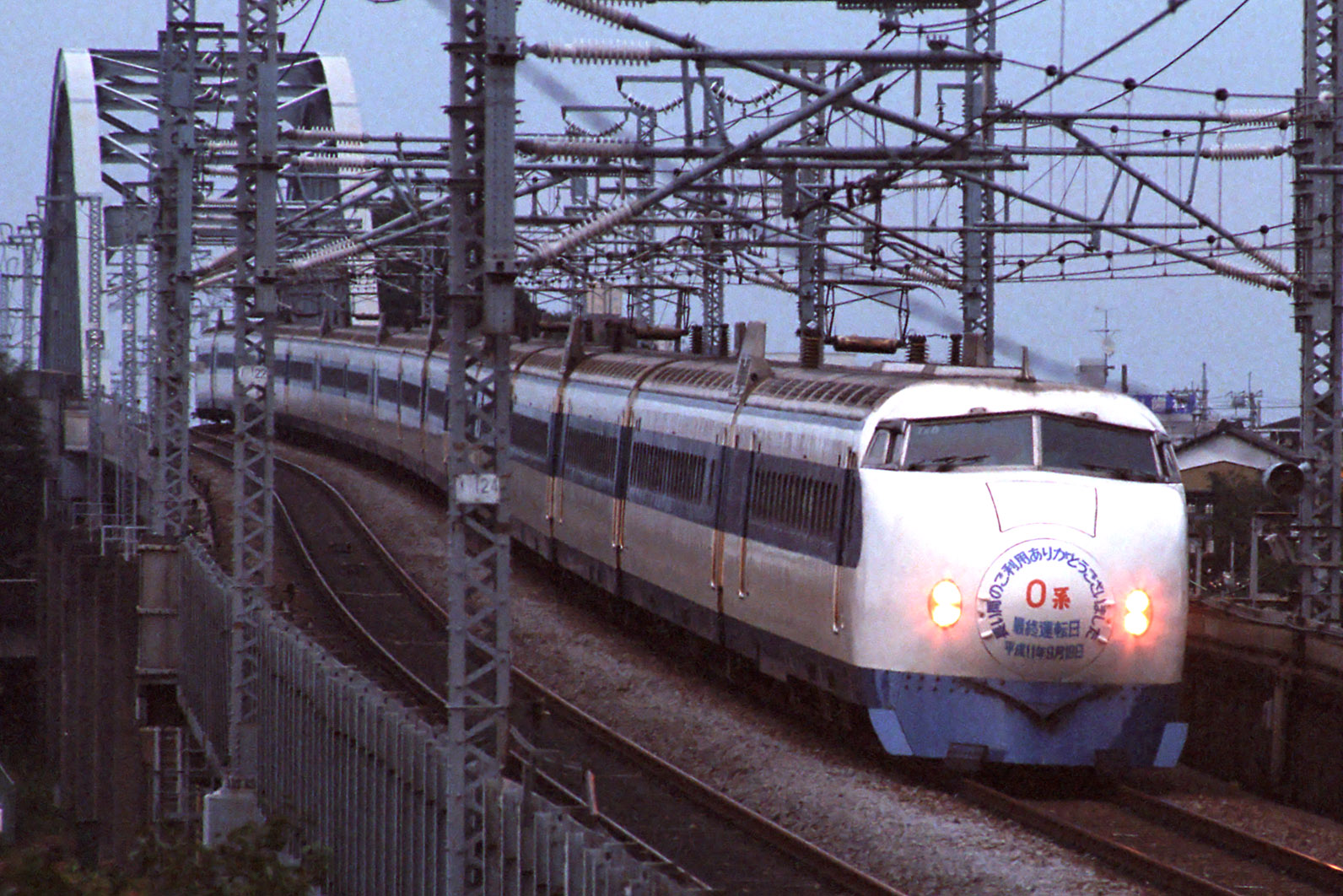
도카이도 신칸센 마지막 날의 0계 고다마(YK8 편성）

고다마용 16량 편성으로, JR 도카이가 소유하고 있었다. 도카이도 신칸센의 고다마는 JR 발족 당초에는 12량 편성으로 S, SK편성이었지만, 1989년에 고다마의 이용자가 증가했기 때문에 중간차 4량이 추가되어 16량 편성화, Y, YK편성으로 고쳐졌다. 위에서 서술한 대로, 터널 내 환기방식의 차이에 의해 오카야마역 이서로 들어갈 수 없는 차량이 들어가 있는 편성은 원래의 편성 번호에 50이 더해져 있었지만, 이러한 편성이 1990년대 전반까지 남아 있었다. 또한 원칙적으로는 고다마용이었지만, 승객이 많을 때에는 산요신칸센 구간 주행을 포함한 임시 히카리로 충당되는 일도 많이 있었다.
H, NH편성과 달리 그린차는 8호차 1량 뿐으로 5호차에 뷔페가 연결되어 있었다. 때문에 식당차는 없다. 지정석 차량인 9~12호차의 좌석은 가로 4열이 되어 2개의 'II'을 디자인한 심볼마크와 오렌지색 호차 번호표가 외관상의 특징이었다.
Y편성은 긴 창문의 0번대로 구성되어 있던 것에 비해 YK편성은 선두차와 일부의 중간차가 개인창인 1000번대, 2000번대로 구성되어 있었다.
덧붙여서 JR 도카이에서 마지막까지 남은 0계는 이YK 편성이다. 또 SK편성은 JR 서일본에서도 소유하고 있어, 웨스트 히카리도 SK편성을 자칭하고 있었다.

### R·WR편성, Q편성

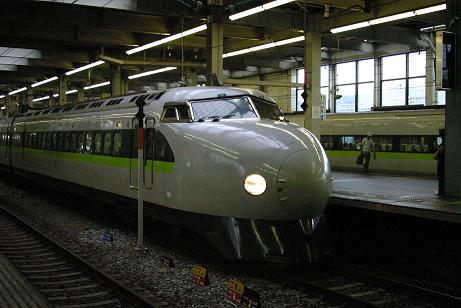
신칸센 0계 전동차 리뉴얼 차량(R편성)

고다마용 편성으로, R·WR편성은 6량, Q편성은 4량 편성이며 모두 JR 서일본에만 존재한다. 최근 100계로의 치환이 진행되어 Q편성은 이미 사라졌다. 초기의 긴 창문 타입의 차량도 존재했지만 이미 폐차되었다.
끝까지 남은 R편성은, 1000·2000번대의 3열석도 회전할 수 있는 5030 ·7030번대로 구성되어 있으며 도색은 웨스트 히카리색에 3열석 회전 픽토그램이 붙여졌다. 따라서 원래의 번호를 유지하고 있는 차량은 없다. 2005년 3월, 산요신칸센 개업 30주년 기념 히카리호로의 운전을 가진 뒤 철퇴했다.
또, R2·24편성은 낭비되고 있던 공간인 뷔페 부분을 플레이 룸으로 개조하여, 승객이 많을 때에 '패밀리 히카리'로서 운행하고 있었다. 그러나 2002년을 마지막으로 은퇴하여, 다른 편성과 같이 폐차되었다.
R편성은 6량으로 짧기 때문에, 선두차에 있는 비상용 연결기가 영업운전에서 사용된 경우도 있었다. 웨스트 히카리 중, R51편성은 6량인 채 남겨져 1일 1왕복만 운전되고 있었다. 승객이 매우 많을 때에는 수송력 증강을 위해, 도쿄 방면 선두차 22-3901(16-133을 선두차화 개조. R51편성의 하카타 방면 선두차 21-7001도 마찬가지)에 연결기 강화 개조 실시한 R23편성을 하카타 방면에 연결하고 있었다. 대형 시각표의 편성표에는 '고다마형 6량 편성을 병결하는 날이 있습니다'라는 표기가 있었다.
WR편성은 대부분이 구 웨스트 히카리 편성이지만 일부에 7030번대를 2+2 시트로 재개조한 것도 포함된다. 구 웨스트 편성에는 원래는 1000번대인 5000번대도 있었지만, 현존하는 편성은 모두 원래는 2000번대였던 7000번대이다. 도색은 웨스트색을 계승하고 있었지만 2002년부터는 농담 회색에 프레시 그린을 혼합한 새로운 색으로 변경되었다. 웨스트 히카리로 운행되었을 때의 W마크는 철거되어 있다. WR편성의 차내에는 0계로서는 처음으로 전광 표시판이 설치되었다. 이것은 100계 2층 차량의 폐차로 발생한 잔여품의 유용이다.
2008년 3월 이전 6편성이 있었으며, 이중 2008년 구 도색 개조 사업으로 3편성은 폐차처리되었고, 2008년 12월 14일 사요나라 운행까지 마지막 남았던 편성이다.

## 2008년 11월 30일 부로 정기운용 종료
6량 편성으로 그린차가 없는 산요신칸센 고다마호로서 사용되었다.
2008년 11월 30일까지 6량 3편성(18량)으로 하행 4편, 상행 6편이 운행 하였다.
또한, 정기운용 퇴역 이벤트의 일환으로 기존 서일본 자체도색(후레쉬그린)에서 1964년 개통당시의 도색으로 복원되어 운행하였다.
(2008년 4월 18일부터 최초 운용, 6월 20일부터 3개 전 편성 구도색 운행)
2008년 3월 15일 개정이후 11월 30일까지의 0계 시각표는 아래와 같다.

### 운용 열차
- 하행
  - 고다마 629호　(신오사카 6시 12분발 하카타행)
  - 고다마 639호　(신오사카 7시 59분 발 하카타행) 하카타 미나미(하카다 남)선 직통)
  - 고다마 659호　(오카야마 14시 51분 발 하카타행)
  - 고다마 769호　(고쿠라 18시 36분 발 하카타행)하카타 미나미(하카다 남)선 직통)// 2008년 11월 30일부터 100계로 대체운행

- 상행
  - 고다마 620호　(후쿠야마 6시 9분 발 신오사카행)
  - 고다마 638호　(하카타 9시 19분 발 오카야마행)(하카타 미나미(하카다 남)선 직통)
  - 고다마 762호　(하카타 18시 04분 발 고쿠라행)// 2008년 11월 30일부터 100계로 대체운행
  - 고다마 674호　(하카타 18시 42분 발 신오사카행)// 2008년 11월 30일부터 100계로 대체운행
  - 고다마 724호　(하카타 19시 12분 발 히로시마행)// 2008년 11월 30일부터 100계로 대체운행
  - 고다마 682호　(히로시마 23시 15분 발 후쿠야마행)// 2008년 11월 30일부터 100계로 대체운행

고다마659호를 마지막으로 0계의 정기영업운행이 종료되었다.

## 정기 운용 은퇴 이후

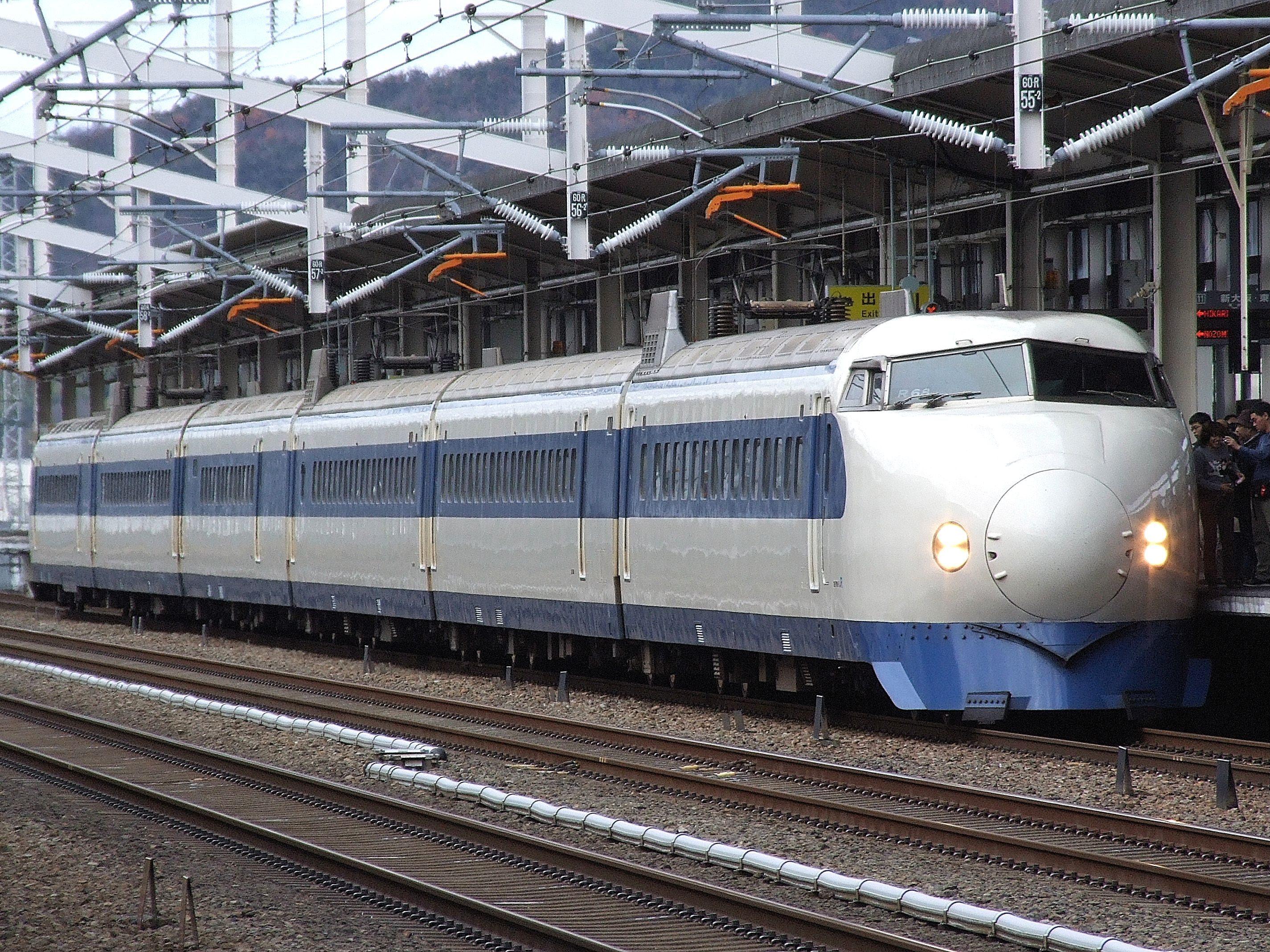
히카리340호, 히메지역 촬영

2007년 9월 발표된 N700계 추가증비계획에 수반하여 500계의 단편성화·산요신칸센 고다마용 격하 등에 의해, 2008년 11월 30일 정기운용에 은퇴하였으며, 2008년 12월부터 100계와 500계 개조편성이 투입되었다.
2008년 12월 6,13,14일에 이벤트 열차로 0계 히카리 열차 4편이 운행되었으며(전차 지정석 운용)
12월 14일 히카리 347호를 마지막으로 0계 운행이 완전히 종료되었다.
추후 리바이벌 운행여부는 알려지지 않았다.
- 0계 사요나라 운행일
  - 12월 6일 히카리347호　신오사카（14:56발）→하카타（18:01착）
  - 12월 13일 히카리347호　신오사카（14:56발）→하카타（18:01착）
  - 12월 14일 히카리340호 하카타(8:06발）→신오사카（12:05착）
  - 12월 14일 히카리347호　신오사카（14:56발）→하카타（18:01착, 최후운용)

## 객차 구성

### 구 H/K/N/R/S 편성 (12량 편성)[5]
| 호차 | 1  | 2  | 3  | 4      | 5  | 6      | 7  | 8   | 9  | 10 | 11 | 12  |
| ---- | -- | -- | -- | ------ | -- | ------ | -- | --- | -- | -- | -- | --- |
| 명칭 | Mc | M' | M  | M'     | MB | M'     | MS | M'S | MB | M' | M  | M'c |
| 번호 | 21 | 26 | 25 | 26-200 | 35 | 26-200 | 15 | 16  | 35 | 26 | 25 | 22  |

### H/K/N/R/S 편성 (고다마호 전용 편성)
| 호차 | 1  | 2      | 3      | 4      | 5      | 6      | 7      | 8   | 9      | 10     | 11     | 12  |
| ---- | -- | ------ | ------ | ------ | ------ | ------ | ------ | --- | ------ | ------ | ------ | --- |
| 명칭 | Mc | M'     | M      | M'     | MB     | M'     | M      | M'S | MB     | M'     | M      | M'c |
| 번호 | 21 | 26-100 | 25-100 | 26-300 | 35-100 | 26-300 | 25-300 | 16  | 35-100 | 26-100 | 25-100 | 22  |

### H/K/N/R/S 편성 (히카리호 전용 편성)
| 호차 | 1  | 2  | 3  | 4      | 5  | 6      | 7      | 8      | 9  | 10  | 11 | 12 | 13     | 14     | 15 | 16  |
| ---- | -- | -- | -- | ------ | -- | ------ | ------ | ------ | -- | --- | -- | -- | ------ | ------ | -- | --- |
| 명칭 | Mc | M' | M  | M'     | MB | M'     | M      | M'     | MS | M'S | MB | M' | M      | M'     | M  | M'c |
| 번호 | 21 | 26 | 25 | 26-200 | 35 | 26-200 | 25-700 | 26-700 | 15 | 16  | 35 | 26 | 25-500 | 26-700 | 25 | 22  |

### K 편성 (고다마호 전용 편성)
| 호차 | 1  | 2  | 3  | 4      | 5      | 6      | 7      | 8      | 9      | 10     | 11     | 12  | 13 | 14 | 15 | 16  |
| ---- | -- | -- | -- | ------ | ------ | ------ | ------ | ------ | ------ | ------ | ------ | --- | -- | -- | -- | --- |
| 명칭 | Mc | M' | M  | M'     | MK     | M'     | M      | M'     | M      | M'     | M      | M'S | MB | M' | M  | M'c |
| 번호 | 21 | 26 | 25 | 26-300 | 25-400 | 26-200 | 25-200 | 26-800 | 25-500 | 26-800 | 25-700 | 16  | 35 | 26 | 25 | 22  |

### H 편성 (히카리호 레스토랑 전용 편성)
| 호차 | 1  | 2  | 3  | 4      | 5      | 6      | 7  | 8   | 9  | 10     | 11 | 12  | 13     | 14 | 15 | 16  |
| ---- | -- | -- | -- | ------ | ------ | ------ | -- | --- | -- | ------ | -- | --- | ------ | -- | -- | --- |
| 명칭 | Mc | M' | M  | M'     | M      | M'     | M  | M'D | MB | M'     | MS | M'S | M      | M' | M  | M'c |
| 번호 | 21 | 26 | 25 | 26-200 | 25-700 | 26-700 | 27 | 36  | 35 | 26-200 | 15 | 16  | 25-500 | 26 | 25 | 22  |

### NH편성 (16량 편성)
| 호차 | 1       | 2       | 3       | 4       | 5      | 6      | 7  | 8   | 9       | 10      | 11      | 12      | 13     | 14      | 15      | 16      |
| ---- | ------- | ------- | ------- | ------- | ------ | ------ | -- | --- | ------- | ------- | ------- | ------- | ------ | ------- | ------- | ------- |
| 명칭 | Mc      | M'      | M       | M'      | M      | M'     | MA | M'D | MB      | M'      | MS      | M'S     | M      | M'      | M       | M'c     |
| 번호 | 21-1000 | 26-1000 | 25-1000 | 26-1200 | 25-700 | 26-700 | 27 | 36  | 35-1000 | 26-1200 | 15-1000 | 16-1000 | 25-500 | 26-1000 | 25-1000 | 22-1000 |

### YK편성 (16량 편성)
| 호차 | 1  | 2  | 3  | 4  | 5  | 6  | 7  | 8   | 9  | 10 | 11 | 12 | 13 | 14 | 15 | 16  |
| ---- | -- | -- | -- | -- | -- | -- | -- | --- | -- | -- | -- | -- | -- | -- | -- | --- |
| 명칭 | Mc | M' | M  | M' | MB | M' | M  | M'S | M  | M' | M  | M' | M  | M' | M  | M'c |
| 번호 | 21 | 26 | 25 | 26 | 37 | 26 | 25 | 16  | 25 | 26 | 25 | 26 | 25 | 26 | 25 | 22  |

### SK편성 (12량웨스트 히카리호 전용 편성)
| 호차 | 1  | 2  | 3  | 4  | 5  | 6  | 7  | 8   | 9  | 10 | 11 | 12  |
| ---- | -- | -- | -- | -- | -- | -- | -- | --- | -- | -- | -- | --- |
| 명칭 | Mc | M' | M  | M' | MB | M' | M  | M'S | M  | M' | M  | M'c |
| 번호 | 21 | 26 | 25 | 26 | 37 | 26 | 25 | 16  | 25 | 26 | 25 | 22  |

### R 편성 (6량 편성)
| 호차 | 1  | 2  | 3  | 4  | 5  | 6   |
| ---- | -- | -- | -- | -- | -- | --- |
| 명칭 | Mc | M' | MB | M' | M  | M'c |
| 번호 | 21 | 26 | 37 | 26 | 25 | 22  |

### Q 편성 (4량 편성)
| 호차 | 1  | 2  | 3  | 4   |
| ---- | -- | -- | -- | --- |
| 명칭 | Mc | M' | M  | M'c |
| 번호 | 21 | 26 | 25 | 22  |

## 보존 및 전시 차량
- 0계의 경우 일본 전 지역에 보존하고 있다. 또한 영국 요크에 위치한 국립철도박물관에 보존하고 있는데 2001년에 서일본 여객철도에서 기증한 것이다.[6]

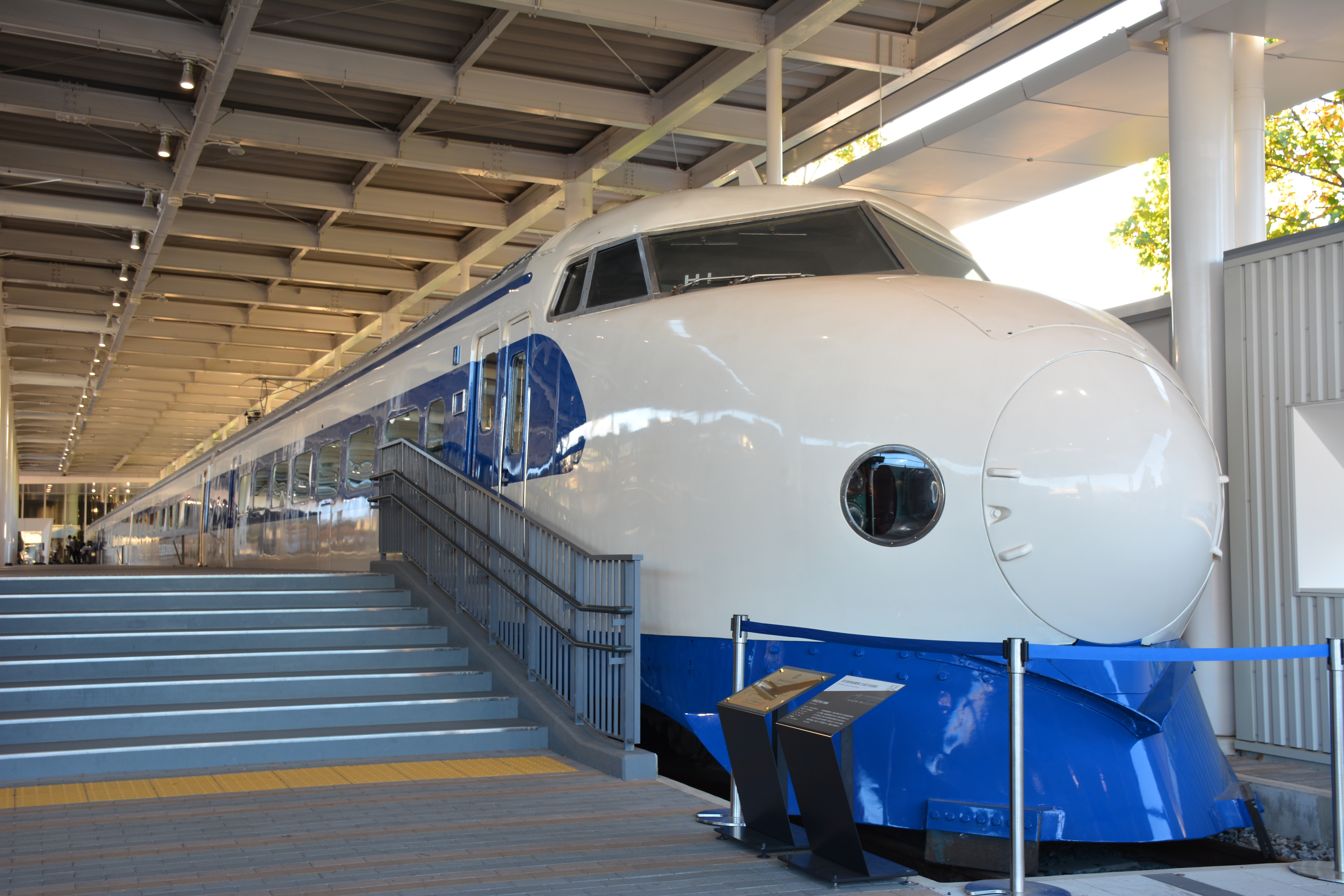
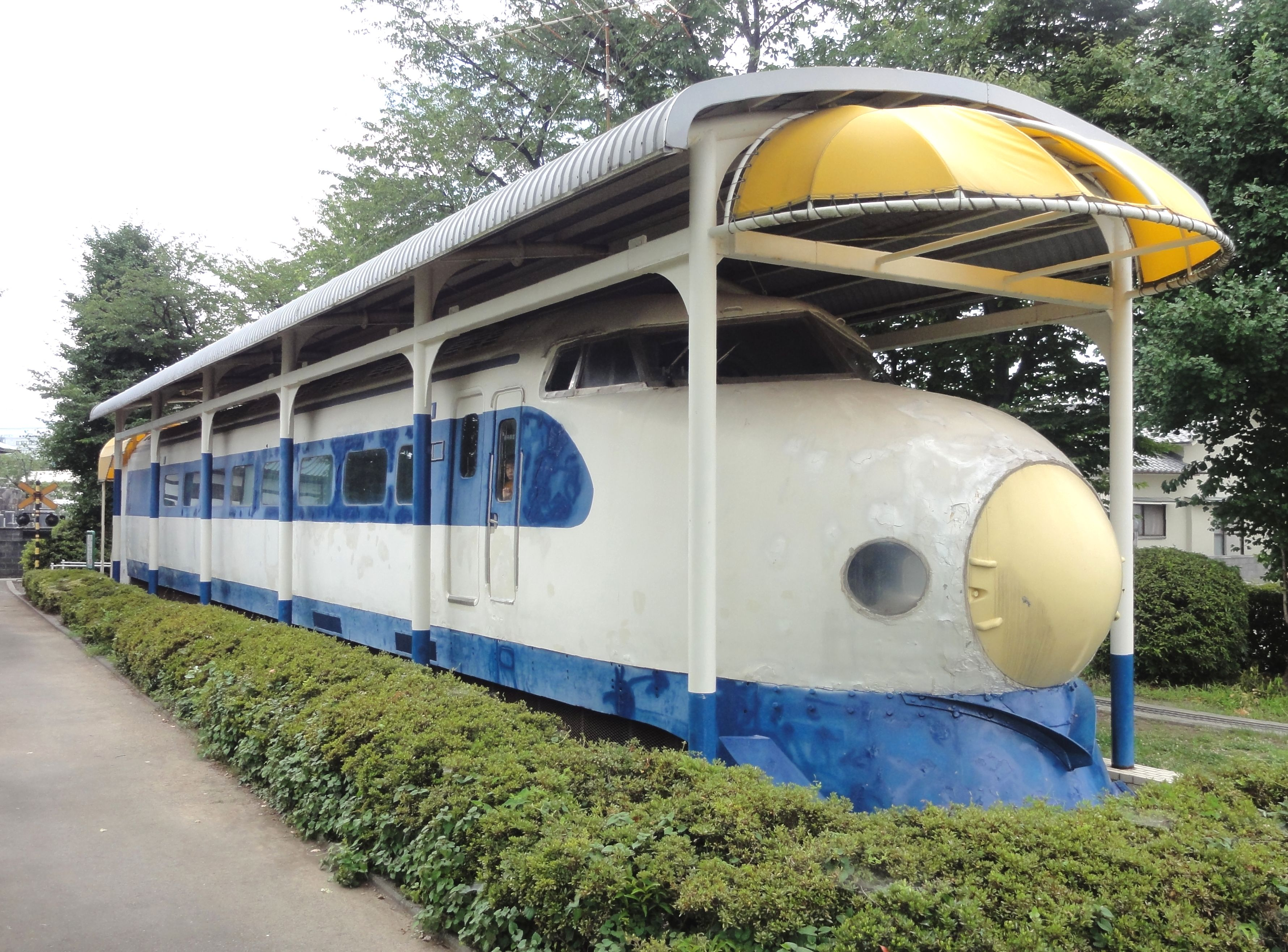
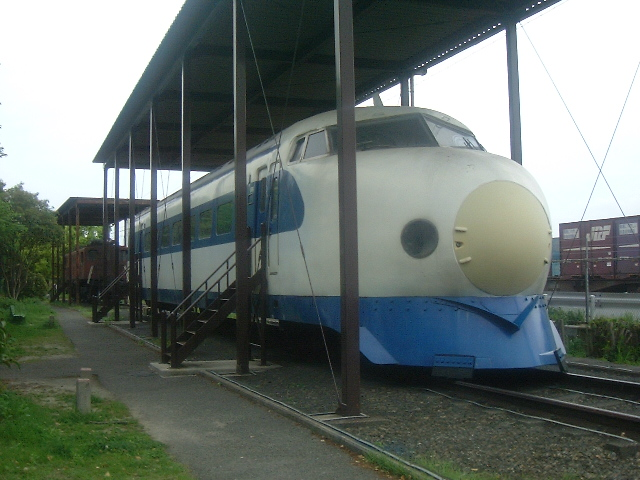
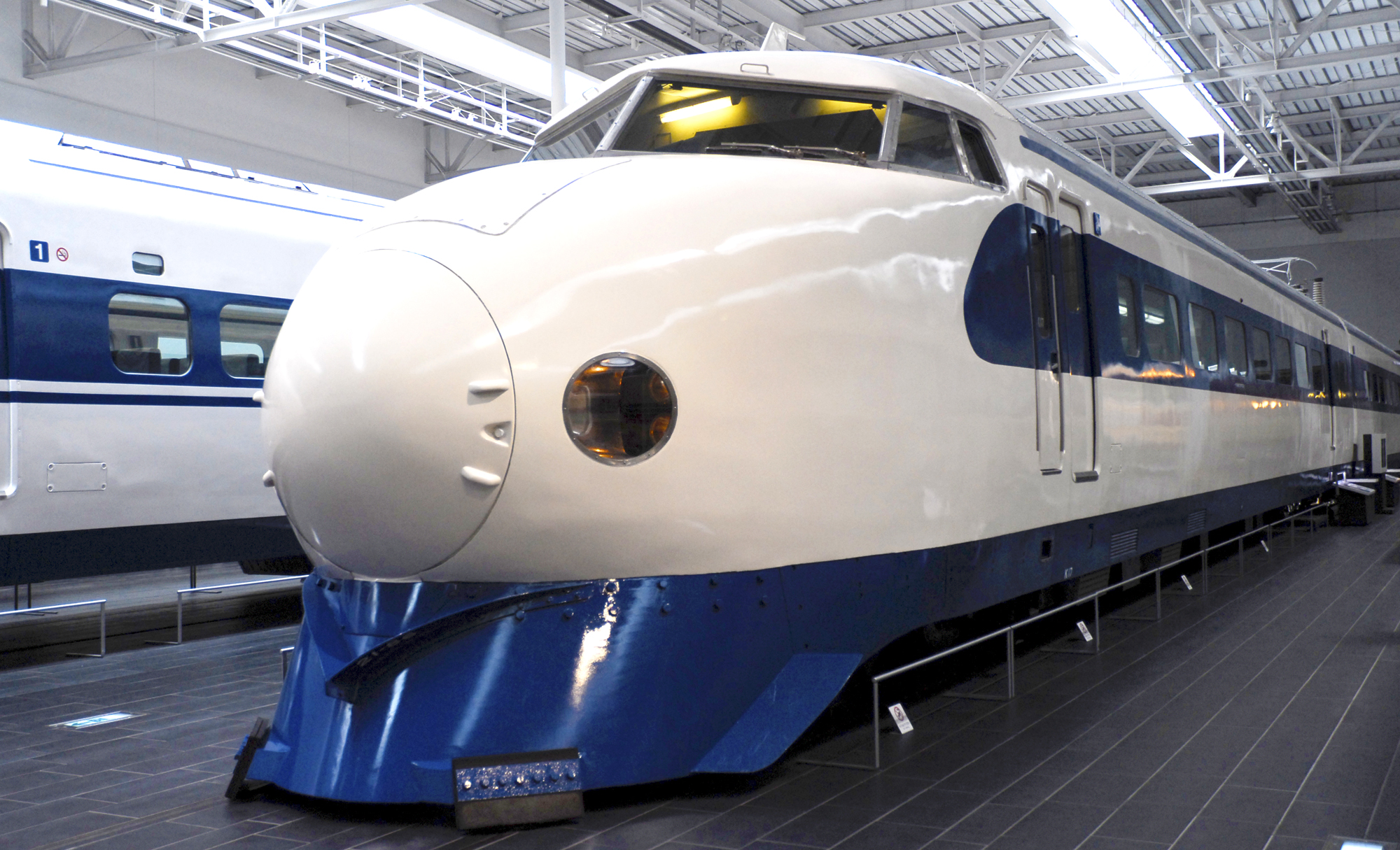
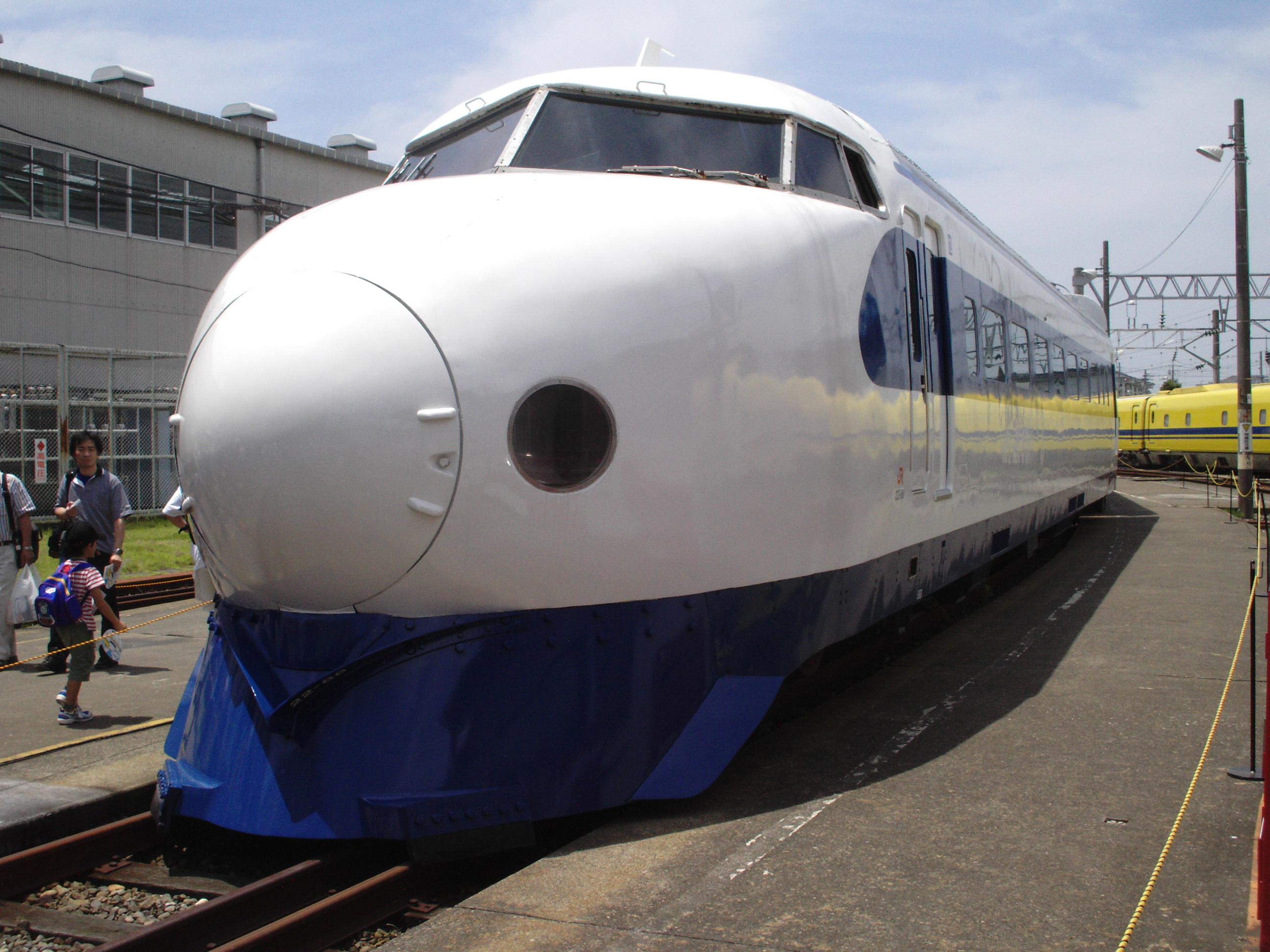
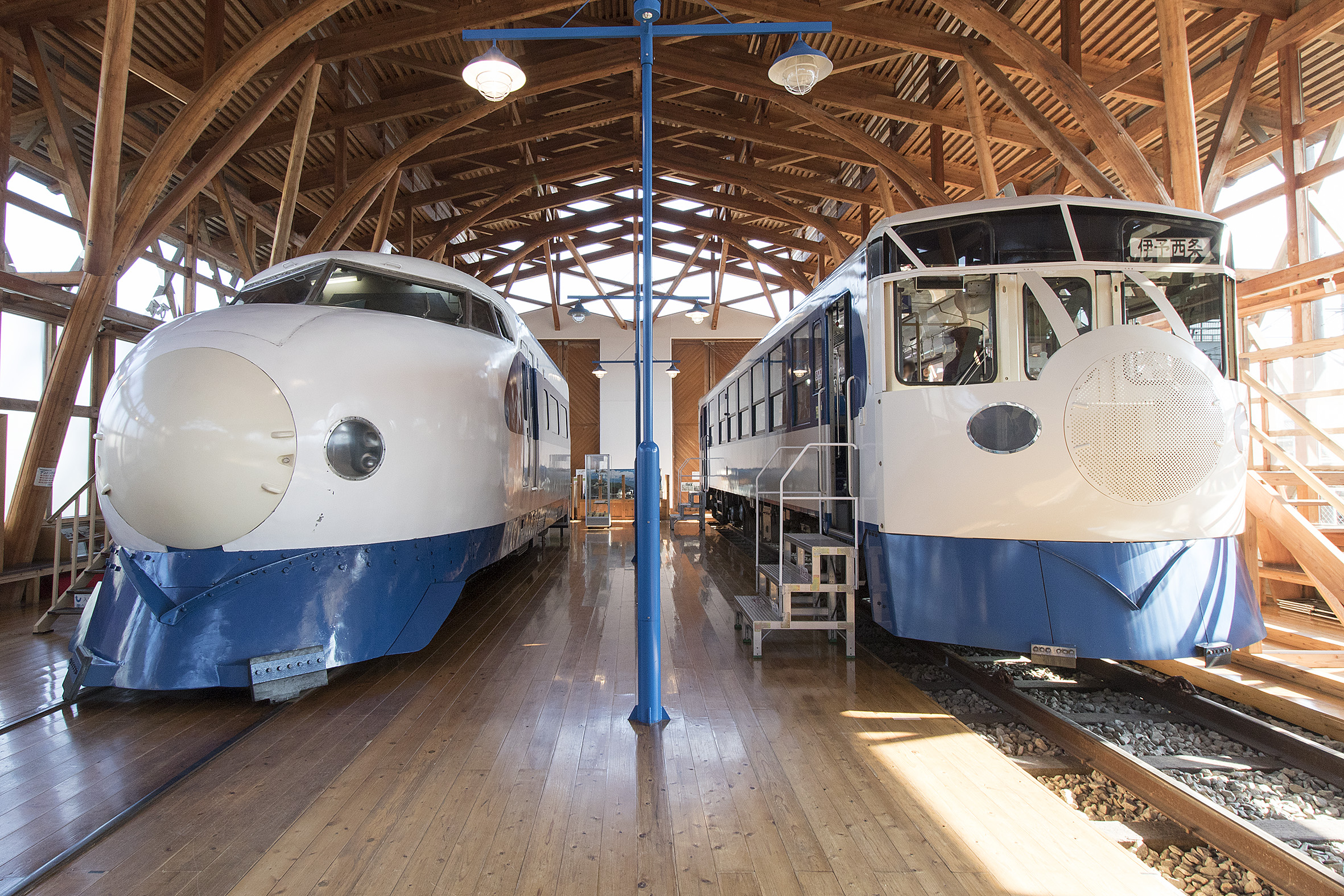
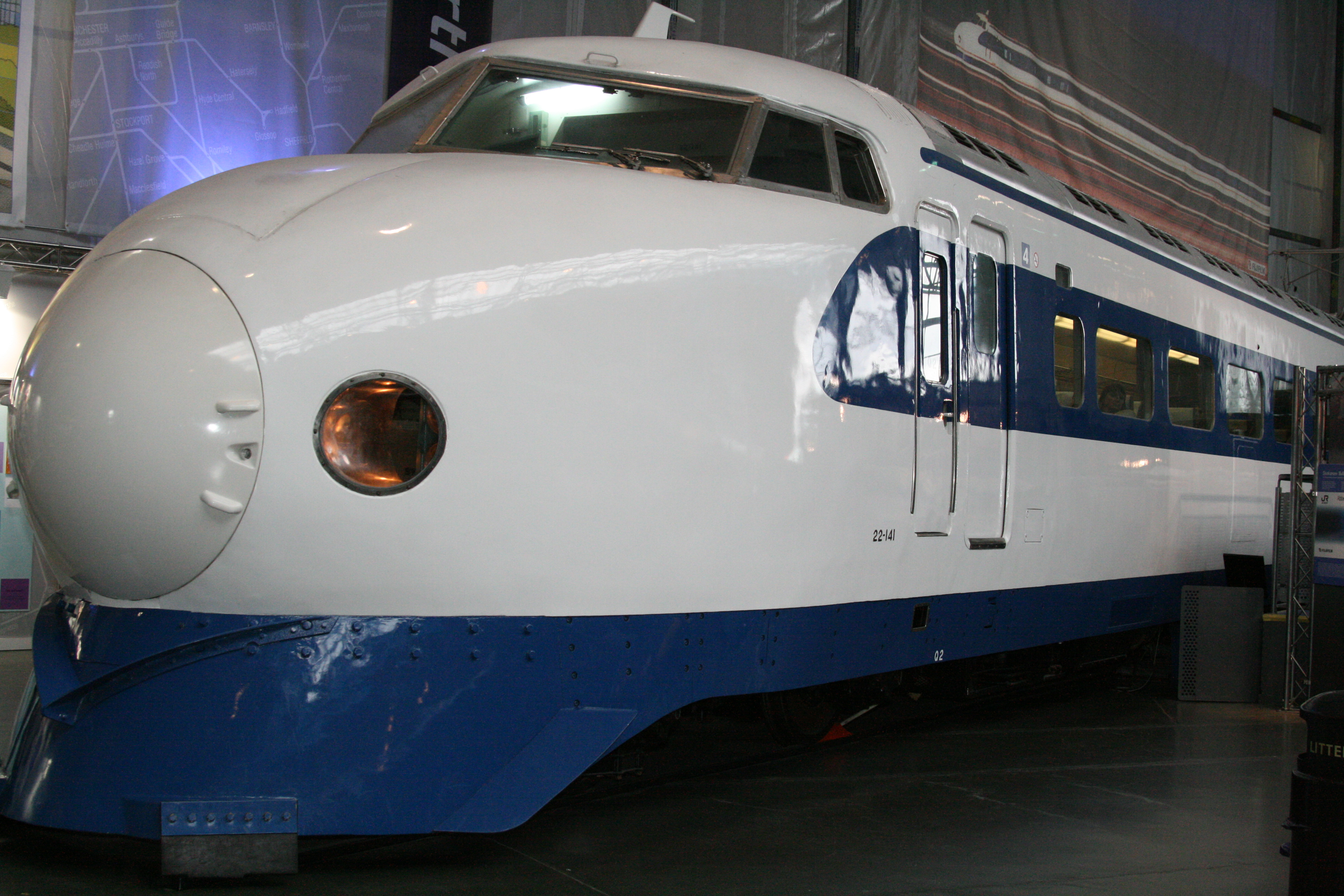
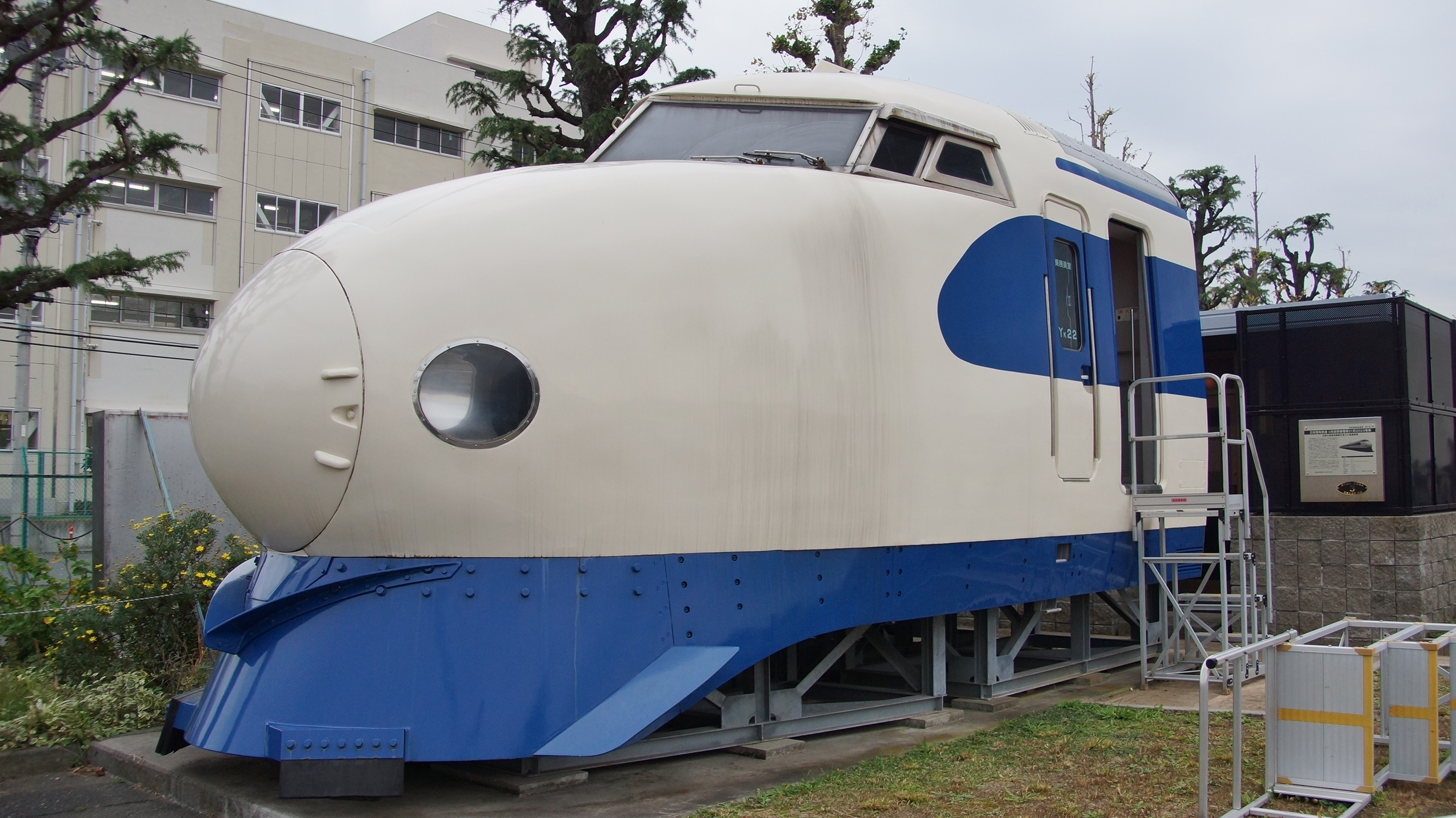
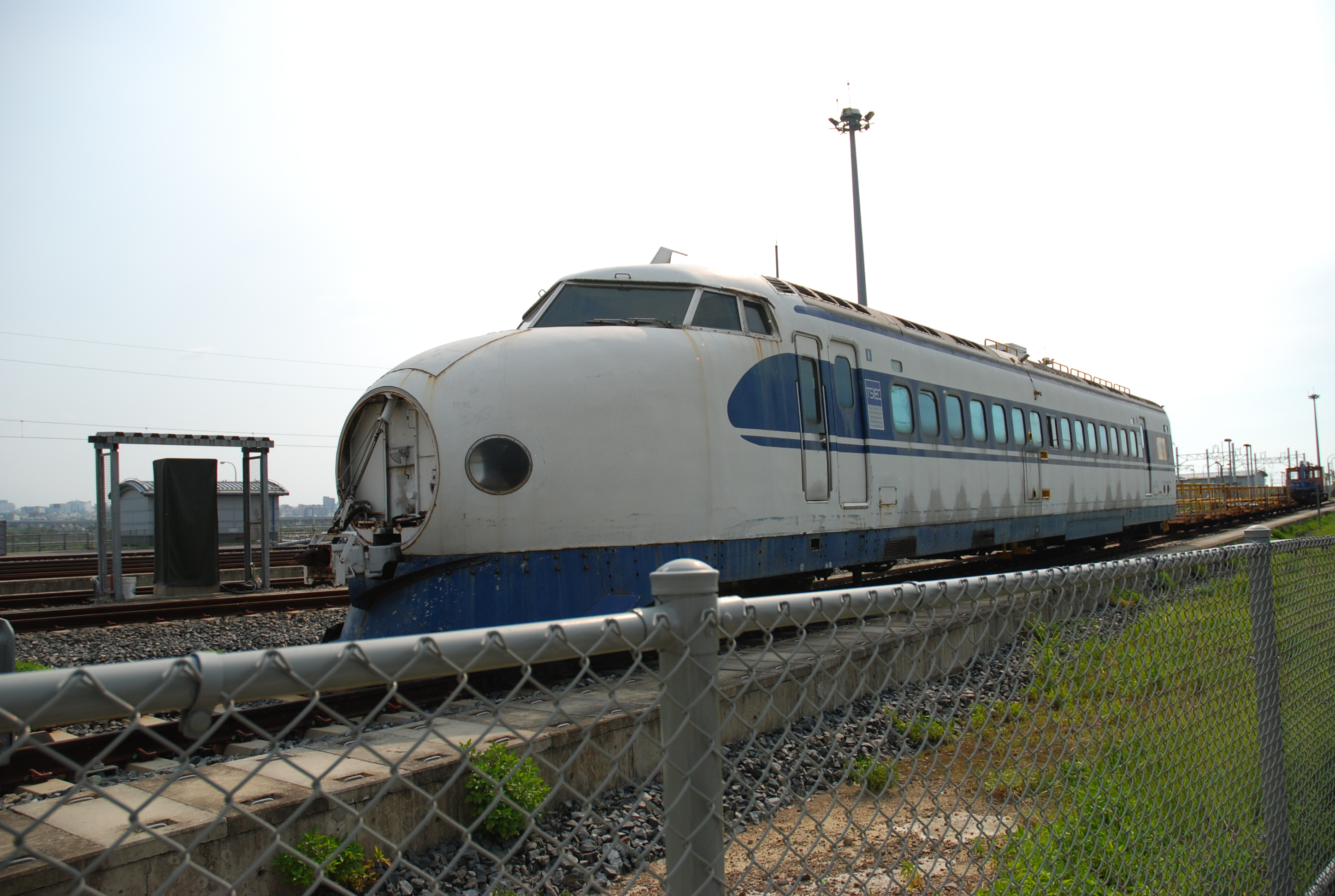
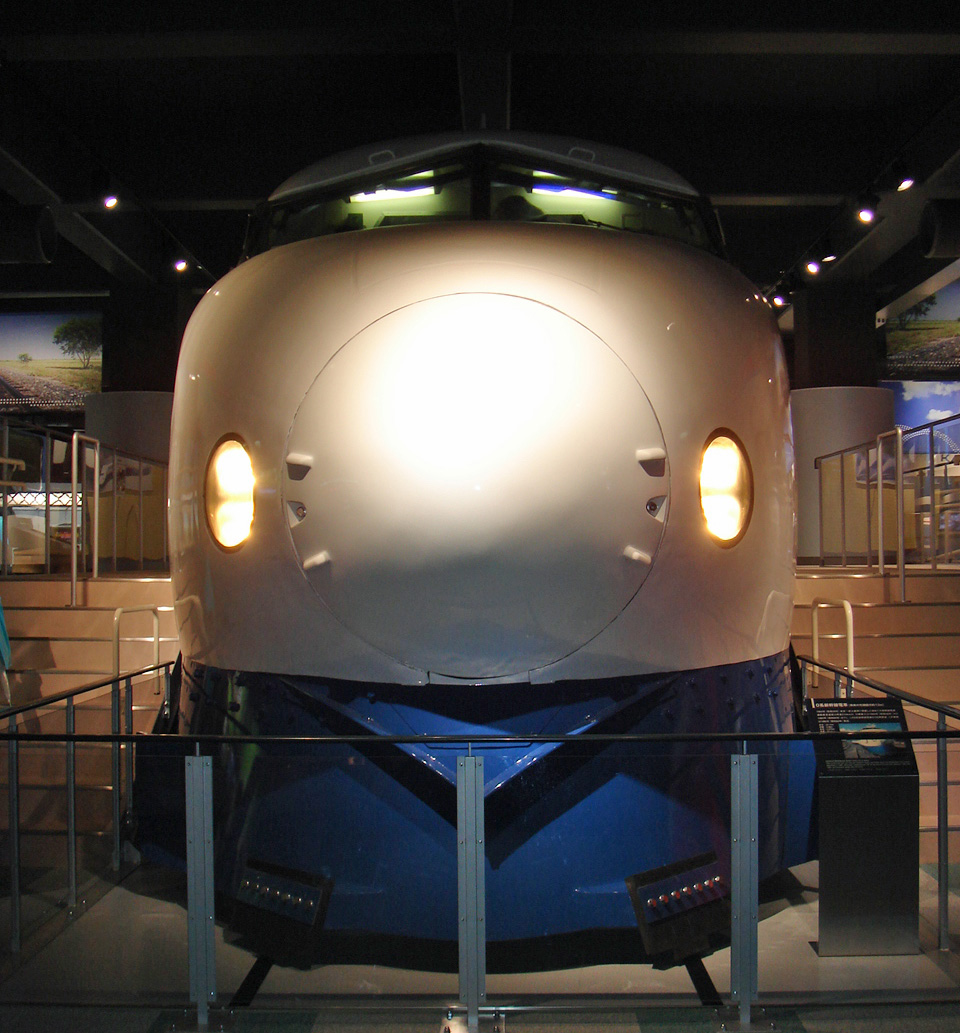

| 차호                 | 도입 시기 | 운행 중단 시기 | 장소                                                                                 | 비고                                                              |
| -------------------- | --------- | -------------- | ------------------------------------------------------------------------------------ | ----------------------------------------------------------------- |
| 16-1                 | 1964년    | 1977년         | 오사카에 위치한 교통현대박물관에 보존했다가 2016년부터 교토 철도박물관으로 이전했다. | 도입 초기 C편성으로 도입되었다.                                   |
| 21-1                 | 1964년    | 1977년         | 오사카에 위치한 교통현대박물관에 보존했다가 2016년부터 교토 철도박물관으로 이전했다. | 도입 초기 C편성으로 도입되었다.                                   |
| 22-1                 | 1964년    | 1977년         | 오사카에 위치한 교통현대박물관에 보존했다가 2016년부터 교토 철도박물관으로 이전했다. | 도입 초기 C편성으로 도입되었다.                                   |
| 35-1                 | 1964년    | 1977년         | 오사카에 위치한 교통현대박물관에 보존했다가 2016년부터 교토 철도박물관으로 이전했다. | H2편성으로 운행했다.                                              |
| 21-2                 | 1964년    | 1977년         | 사이타마현 사이타마시 철도 박물관                                                    | H2편성으로 2008년에 오사카에서 이전되어 2009년부터 전시하고 있다. |
| 22-2                 | 1964년    | 1977년         | 오사카부 스이타시에 위치한 서일본 여객철도 교육 센터에 보존 중이다.                  | H2편성으로 운행했다.                                              |
| 21-25                | 1964년    | 1978년         | 사이타마현 사이타마시 철도 박물관                                                    | 도쿄 교통박물관에 전시 되었다가 이곳으로 이전했다.                |
| 22-56                | 1967년    | 1982년         | 홋카이도 이케다시 와인노쿠니 호텔                                                    | 3호차만 해당된다.                                                 |
| 21-59                | 1968년    | 1982년         | 시즈오카현 후지시 신도리마치공원                                                     |                                                                   |
| 21-73                | 1969년    | 1984년         | 오사카부 셋쓰국 신칸센 공원                                                          | [ 8 ]                                                             |
| 22-75                | 1969년    | 1985년         | 도쿄도 오메시 오메 철도 공원                                                         | 1980년대 후반에 도호쿠 아이보리 도장을 적용했다.                  |
| 22-77                | 1969년    | 1990년         | 후쿠오카시 사즈키 유치원                                                             | 교무실과 도서실로 사용하고 있다.                                  |
| 36-84                | 1975년    | 미상           | 나고야시 SC말레브 철도공원                                                           | [ 10 ]                                                            |
| 21-86                | 1971년    | 1991년         | 나고야시 SC말레브 철도공원                                                           | [ 10 ]                                                            |
| 22-86                | 1971년    | 1991년         | 도카이 여객철도 하마마츠 작업소                                                      | [ 8 ]                                                             |
| 21-100               | 1973년    | 1991년         | 도쿄도 아키시마시 아키시마 시립 도서관                                               | 도서관으로 사용하고 있다.                                         |
| 21-141               | 1976년    | 2000년         | 에히메현 사이조 철도 역사 공원                                                       | 구 H94편성으로 R52편성으로 변경되었다.                            |
| 22-141               | 1976년    | 2000년         | 영국 요크 국립철도박물관                                                             | 2001년에 서일본 여객철도에서 기증한 것이다.                       |
| 22-1003              | 1976년    | 1994년         | 교토부 가메오카시 나미카와 철도공원                                                  | [ 8 ]                                                             |
| 21-2023              | 1985년    | 1998년         | 요코하마시 J-TREC 공장                                                               | 2009년까지 사쿠마 철도 공원에 보존 했다가 2010년에 이전했다.      |
| 22-2029              | 1986년    | 1999년         | 아이치현 도요카와시 일본차량제조 공장                                                | [ 8 ]                                                             |
| 16-2034              | 1986년    | 미상           | 나고야시 SC말레브 철도공원                                                           | [ 10 ]                                                            |
| 37-2523              | 1983년    | 미상           | 나고야시 SC말레브 철도공원                                                           | [ 10 ]                                                            |
| 21-5035 (구 21-1032) | 미상      | 미상           | 타이완 고속철도                                                                      | 구조 측정용 용도로 사용하고 있다.                                 |
| 22-7007              | 미상      | 2008년         | 오사카부 스이타 공원                                                                 | R68편성으로 향후 공원에 전시될 예정이다.                          |
| 21-7008 (구 21-2026) | 1983년    | 2008년         | 효고현 가와사키 중공업 공장                                                          | R61편성으로 0계 차량 중에서 마지막으로 운행했다.                  |
| 21-7038              | 미상      | 미상           | 고베 해양박물관 내 가와사키 굿타임즈 월드                                            | 웨스트 히카리 도장을 적용했다.                                    |